# Sant Celoni
Sant Celoni és una poble a l'extrem oriental de la comarca del Vallès Oriental, a la vall mitjana de la Tordera. La població es configura com a la capital de la comarca natural del Baix Montseny, poblada des de molt antic. Històricament ha estat un nucli amb molta activitat, com ho mostren els seus orígens del mercat setmanal, que es remunten al 1157, o el ferrocarril, que hi arribà al 1860. Sant Celoni limita amb els municipis de Sant Feliu de Buixalleu (nord), Riells i Viabrea (nord), Gualba (nord), Campins (nord), Fogars de Montclús (nord-oest), Fogars de la Selva (nord-est), Santa Maria de Palautordera (oest), Tordera (sud-est), Sant Iscle i Sant Cebrià de Vallalta (sud) i Vallgorguina (sud).
La ciutat de Sant Celoni rep el nom de la capella que es va construir cap al segle xi al peu del camí ral. Sant Celoni és la traducció del llatí: Sanctum Celedonium i Sancti Celedonii. A través dels segles, el nom ha tingut moltes grafies: Sancti Celidonia, Sant Celdonij, Sant Celdoni, Sent Salony, Sanseloni, Sant Celoni.

## Geografia
- Llista de topònims de Sant Celoni (Orografia: muntanyes, serres, collades, indrets..; hidrografia: rius, fonts...; edificis: cases, masies, esglésies, etc).

Les altituds màximes del terme s'assoleixen al sector de Montnegre, dins la Serralada Litoral. Cap al sud-oest, de relleu més abrupte és el Prat Perelló (704 m), Montnegre de Ponent (759 m), el turó d'en Vives (754), el Turó Gros (773 m), Montnegre de Llevant (726 m) i el pla de les Barqueres (701 m), cims que marquen la línia divisòria amb el Maresme. A l'est tanquen el terme el turó de Canyadell (502 m), el turó d'en Regàs (389 m) i el turó dels Carners (293 m). Al sud el terme és carenejat per diverses serres de morfologia arrodonida, com Pedra Miradora (360 m), turó de Rodís (378 m) i Montllorer (545 m). Un bloc allargassat des del turó de Can Ginestar (533 m), pel puig de la Corona (523 m) i Roca Voltenera (407 m) fins al turó de Marfull (315 m) travessa diagonalment la part central del terme. Al sector nord-est el turó de l'Esquerra del Molinot (442 m). A la part pròxima al Montseny (nord i nord-oest) el relleu se suavitza, configurat per petites serres.
| Entitat de població | Habitants (2024) |
| Sant Celoni         | 16.334           |
| la Batllòria        | 1.447            |
| Montnegre           | 315              |
| Pertegàs            | 277              |
| Vilardell           | 272              |
| Olzinelles          | 54               |
| Fuirosos            | 9                |
| Font: Idescat       |                  |

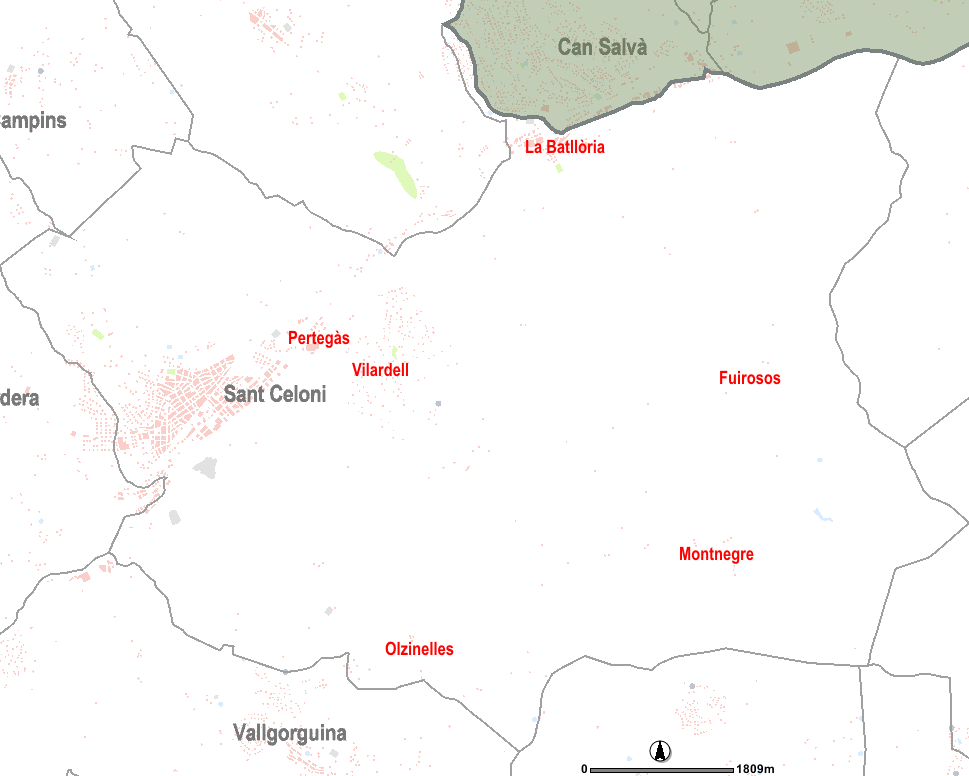
Nuclis de població del terme municipal

Mapa esquemàtic dels barris urbans

El terme municipal de Sant Celoni comprèn el nucli urbà, el més poblat (17.076 habitants, 2012), al seu extrem occidental, i una colla de nuclis més o menys dispersos. El nucli de Pertegàs (260 habitants) és a tocar del nucli urbà, del qual el separa la carretera d'entrada a Sant Celoni que enllaça amb la C-35 pel costat est (Porta de Llevant). Actualment es considera un barri més del nucli urbà. Malgrat que ara ocupa una situació perifèrica, tanmateix, prop dels seus límits hi ha l'església de Sant Martí de Pertegàs, nucli originari de la vila. La Batllòria (1.097 habitants) és el nucli més poblat fora del nucli urbà, i es troba a l'extrem nord del terme municipal, a tocar de Riells i Viabrea, del qual el separa la carretera C-35. Vilardell és un nucli de població al voltant de l'església de Sant Llorenç, a l'altre costat de la carretera C-35 i l'autopista AP7, al peu del massís del Montnegre. L'indret fou l'escenari de la llegenda de Soler de Vilardell i el drac. La resta de nuclis es troben més dispersos, escampats dins el parc natural del Montnegre, i amb una població més reduïda: Olzinelles, al sud, a prop de Vallgorguina, comprèn algunes masies al voltant de l'església de Sant Esteve; Fuirosos, a l'est, comprèn unes poques masies al voltant de l'església de Sant Cebrià; i Montnegre, al sud-est, que comprèn algunes masies al voltant de l'església de Sant Martí de Montnegre.
Tots aquests nuclis de població, sols o agrupats, constituïren municipis independents fins que es van integrar a Sant Celoni als anys 1930-36. Montnegre havia estat centre de la Baronia de Montnegre, i amb aquest nom constituí un municipi independent, juntament amb els pobles de Fuirosos i la Batllòria, fins als anys 1932-36. Per la seva banda, Olzinelles també disposà de municipi propi, juntament amb Vilardell, fins al 1930.
En contraposició al despoblament ocasionat per l'abandó de les activitats tradicionals (conreu, pasturatge i les relacionades amb l'explotació del bosc), cal fer esment de l'aparició de diferents urbanitzacions dins l'àrea del Montnegre a partir de la segona meitat del segle xx, que a poc a poc han anat constituint-se en nuclis de població estable: Can Coll (98 habitants), Cal Batlle (66) i els Boscos del Montnegre (237).
Per la seva banda, el nucli urbà de Sant Celoni es divideix en els barris següents: Les Borrelles, Can Sans, Zona Residencial de les Torres, Illes Belles, Sant Ponç, El Pertegàs, Carrer Major de Baix o Barri de la Força, Carrer Major de Dalt o Barri Vilanova, Molí Paperer, Zona Residencial dels Esports, Turó Mare de Déu del Puig, Avinguda de la Pau, El Sot de les Granotes i Pla de Palau.

### Demografia

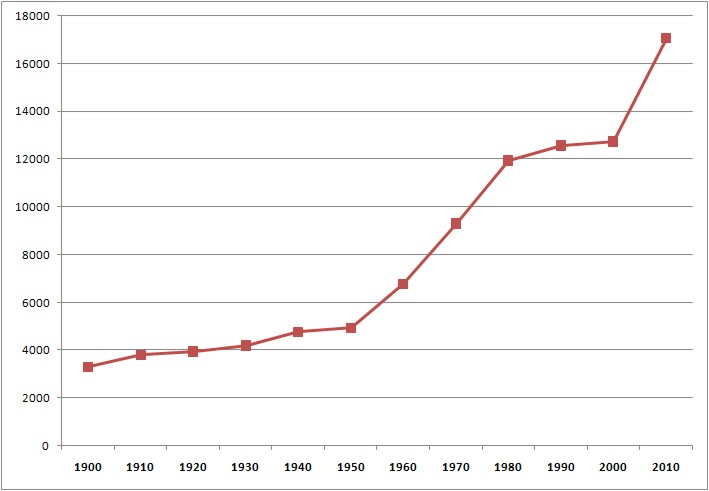
Evolució demogràfica de Sant Celoni (1900-2010)

| 1497 f | 1515 f | 1553 f | 1717  | 1787  | 1857  | 1877  | 1887  | 1900  | 1910  |
| ------ | ------ | ------ | ----- | ----- | ----- | ----- | ----- | ----- | ----- |
| 141    | 129    | 156    | 1.162 | 1.778 | 3.171 | 3.202 | 3.202 | 3.301 | 3.787 |

| 1920  | 1930  | 1940  | 1950  | 1960  | 1970  | 1981   | 1990   | 1992   | 1994   |
| ----- | ----- | ----- | ----- | ----- | ----- | ------ | ------ | ------ | ------ |
| 3.948 | 4.192 | 4.749 | 4.923 | 6.764 | 9.297 | 11.929 | 12.567 | 11.990 | 11.990 |

| 1996   | 1998   | 2000   | 2002   | 2004   | 2006   | 2008   | 2010   | 2012   | 2014   |
| ------ | ------ | ------ | ------ | ------ | ------ | ------ | ------ | ------ | ------ |
| 12.890 | 12.840 | 12.734 | 13.291 | 14.278 | 15.544 | 16.586 | 16.905 | 17.076 | 17.251 |

| 2016   | 2018   | 2020   | 2022   | 2024   | 2026 | 2028 | 2030 | 2032 | 2034 |
| ------ | ------ | ------ | ------ | ------ | ---- | ---- | ---- | ---- | ---- |
| 17.540 | 17.754 | 18.136 | 18.285 | 18.761 | -    | -    | -    | -    | -    |

### Transports i comunicacions

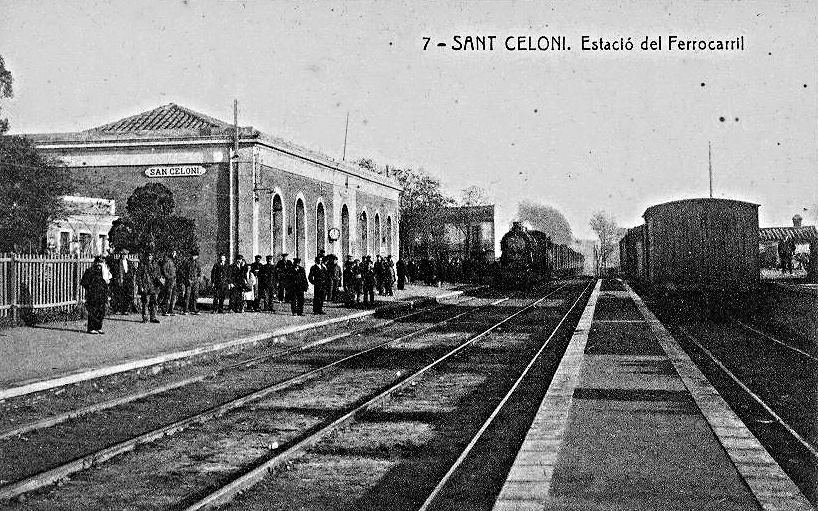
Antiga estació de tren

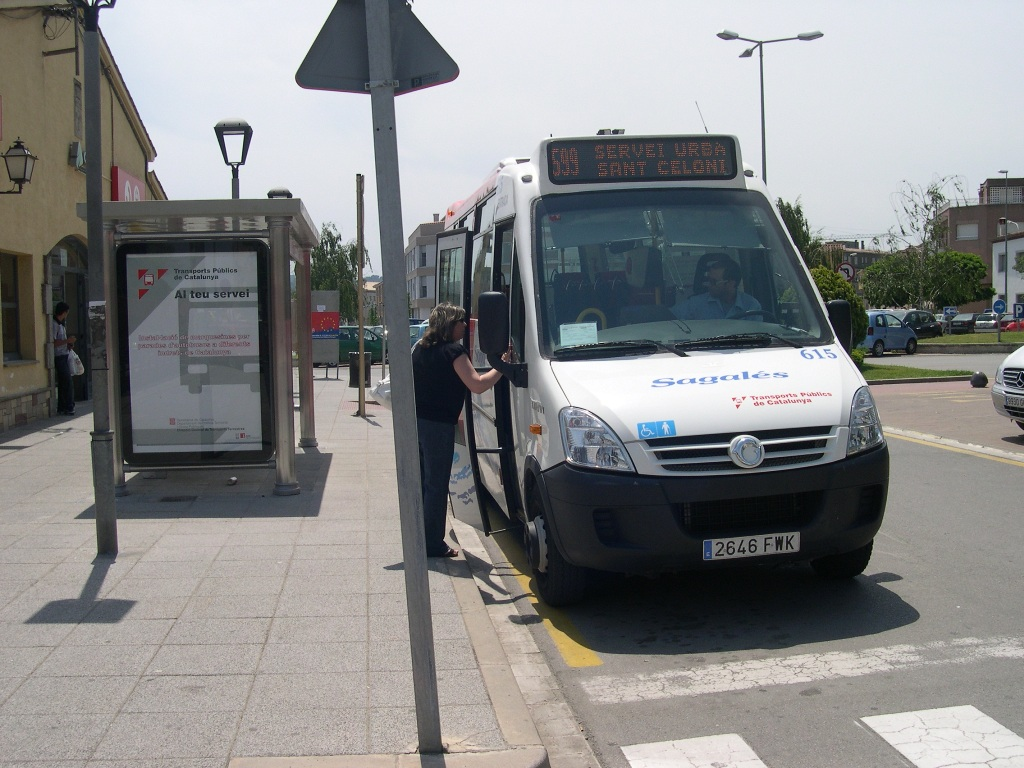
Bus urbà

La ciutat és un nucli estratègic de comunicacions a mig camí entre Barcelona i Girona, al costat dels parcs naturals del Montseny i del Parc Natural del Montnegre i el Corredor. Sant Celoni disposa d'una xarxa de comunicacions ideals que han afavorit el seu desenvolupament demogràfic, industrial i econòmic. La carretera comarcal C-35, paral·lela a la línia del tren, enllaça amb la N-II de Madrid a França. La carretera local de Sant Celoni a Campins uneix la ciutat amb el Massís del Montseny i té una importància turística. La carretera local de Sant Celoni a Vallgorguina i Arenys de Mar, també d'importància turística, enllaça amb la comarca del Maresme i amb el mar. Tanmateix, la via que ha tingut més importància en la vida de la població ha estat sens dubte la moderna autopista AP-7, servida per la sortida número 11 en el quilòmetre 111.
Transports a Sant Celoni Horaris, parades i tarifes del Bus Urbà i Interurbà, i informació sobre Renfe, els taxis, el servei Mobilitat.org i el projecte municipal Compartir Cotxe. La línia de ferrocarril arribà el 1860 amb una estació de tren, en què hi fan parada els trens de Rodalies Barcelona de la línia 2 i els trens de Mitjana Distància. Sant Celoni té un servei de bus urbà que assegura la mobilitat dels ciutadans de totes les zones de nucli urbà. Les parades són:
- 1. Estació Tren (Pl. de l'Estació)
- 2. Sant Martí (St. Martí - Carretera Vella)
- 3. Centre (St. Martí - Major)
- 4. Mercat (Pg. Esports - Grup Escolar)
- 5. Esports (Pg. Esports - Esteve Cardelús)
- 6. Biblioteca (Esteve Cardelús)
- 7. Bruc (Bruc - Roger de Flor)
- 8. Sant Ponç (Bruc - Comte Borrell)
- 9. Les Borrelles (Pl. Pertegàs)
- 10. Les Torres (Girona, davant Mossos d'Esquadra)
- 11. Illes Belles (Girona - Pl. Illes Belles)
- 12. Molí Paperer (Vial Paral·lel C35 - Indústria)
- 13. Doctor Trueta (Doctor Trueta - Pl. Mercè Rodoreda)
- 14. Major de Dalt (Major de Dalt - Sta. Tecla)
- 15. Hospital / CAP (Diputació)
- 16. Ramón y Cajal (Ramón y Cajal - Narcís Monturiol)
- 17. Eduard Domènech (Eduard Domènech - Pitarra)
- 18. Avinguda de la Pau (Av. de la pau - Francesc Moragas)
- 19. Sot de les Granotes (Francesc Moragas - Lluís Companys)
- 20. Verdaguer (Lluís Companys - Mn. Cinto Verdaguer)
- 21. Mercè Rodoreda (Pl. Mercè Rodoreda - Doctor Trueta)

Des de les parades 1, 12, 21 i la plaça Comte del Montseny, el bus urbà també enllaça amb altres nuclis de població del terme municipal, com ara la Batllòria i les urbanitzacions del Montnegre (Boscos del Montnegre, Canadà Park i la Baronia). A més, des d'aquestes mateixes quatre parades, també es pot agafar el bus interurbà, que enllaça Sant Celoni amb la resta de poblacions del Baix Montseny: Campins, Fogars de Montclús, Gualba, Llinars del Vallès, Montseny, Sant Antoni de Vilamajor, Sant Esteve de Palautordera, Santa Maria de Palautordera, Sant Pere de Vilamajor, Vallgorguina i Vilalba Sasserra.

## Història
La situació òptima de l'església de Sant Celoni, a mig camí de Barcelona a Girona, afavorí la formació d'un nucli fortificat dins els dominis dels Cabrera, que cediren el domini del lloc a l'orde militar dels hospitalers el 1151 i que establiren la seva comanda de Sant Celoni el 1319. Això va provocar greus tensions entre els hospitalers i el bisbat de Barcelona, que havia fet una permuta sobre Sant Celoni amb el monestir de l'Estany, solucionades a la fi del mateix segle xii.
El 1157 apareix la primera menció del mercat davant de les muralles i la vila apareix com a centre de gran atracció. També hi havia tres molins i diversos hostals i aviat van aparèixer moltes més activitats: teixidors, vanovers, flassaders, pentinadors de llana, sastres, sabaters, blanquers, etc. La vila va anar creixent cap a ponent i a mitjans del segle xiv es construí un segon recinte de muralles.

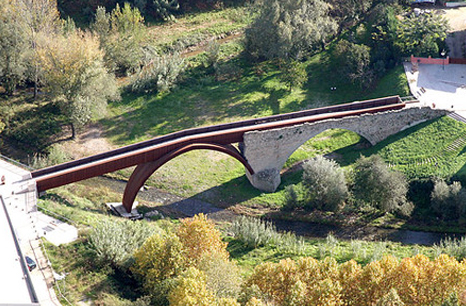
El Pont Trencat

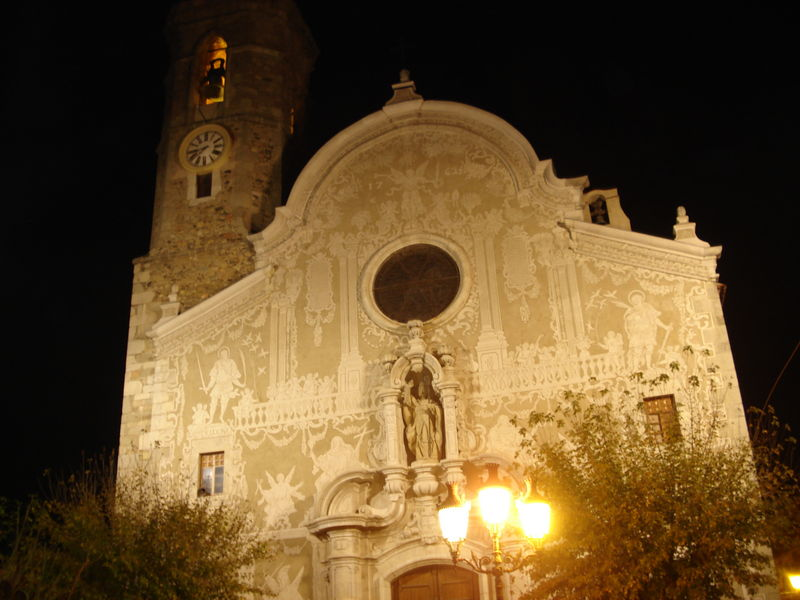
Església de Sant Martí de Sant Celoni

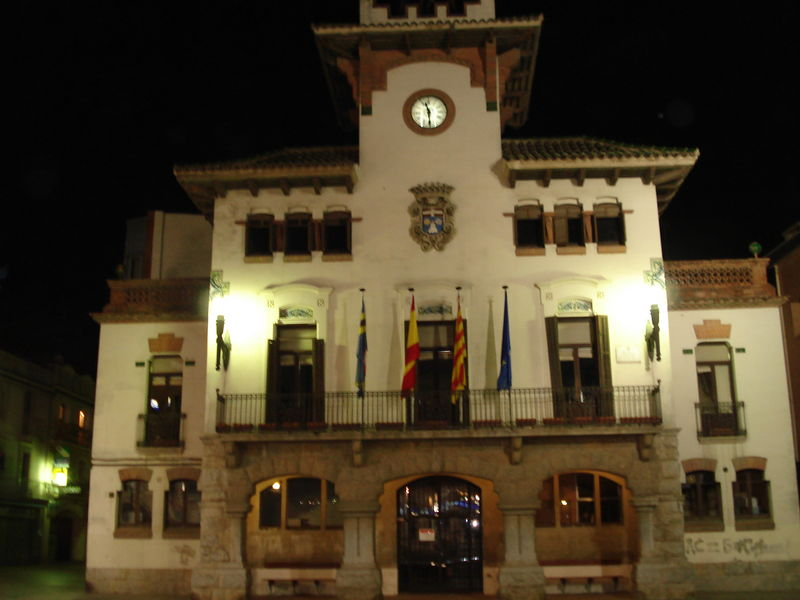
Ajuntament

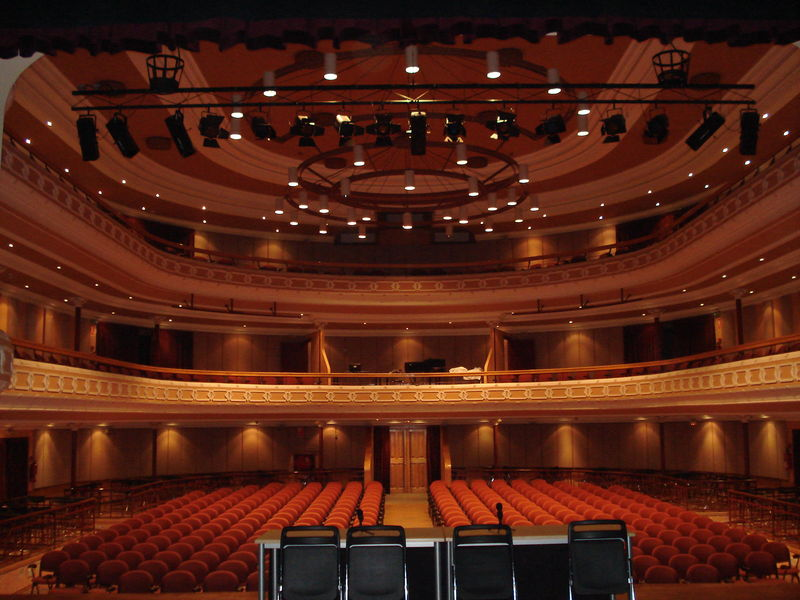
Teatre l'Ateneu

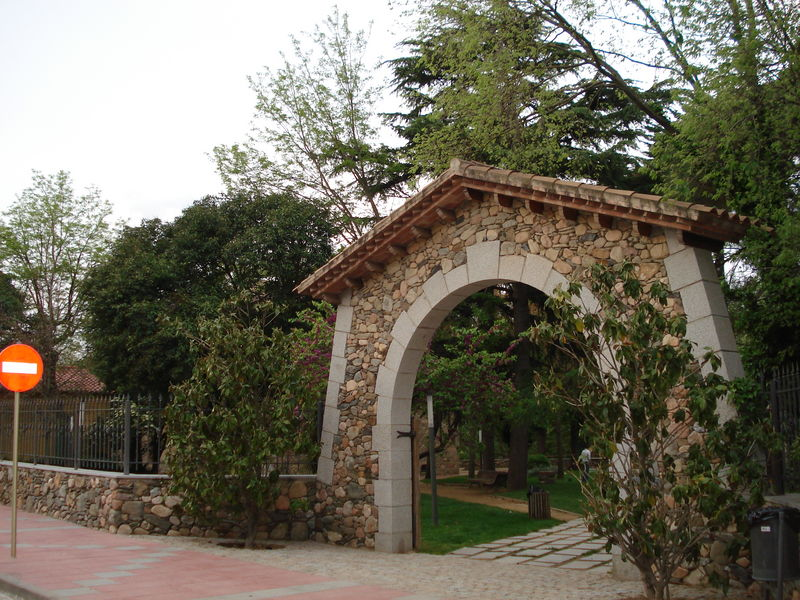
Entrada dels Jardins de la Rectoria Vella

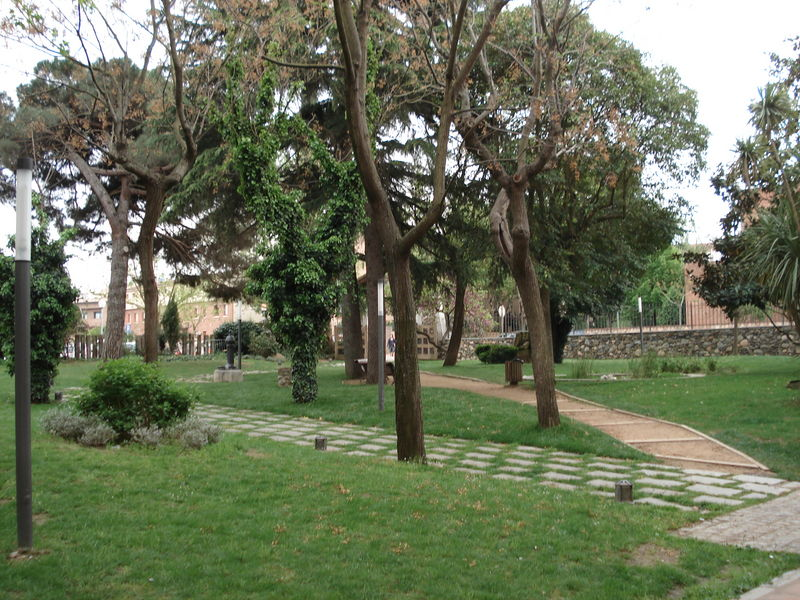
Jardins de la Rectoria Vella

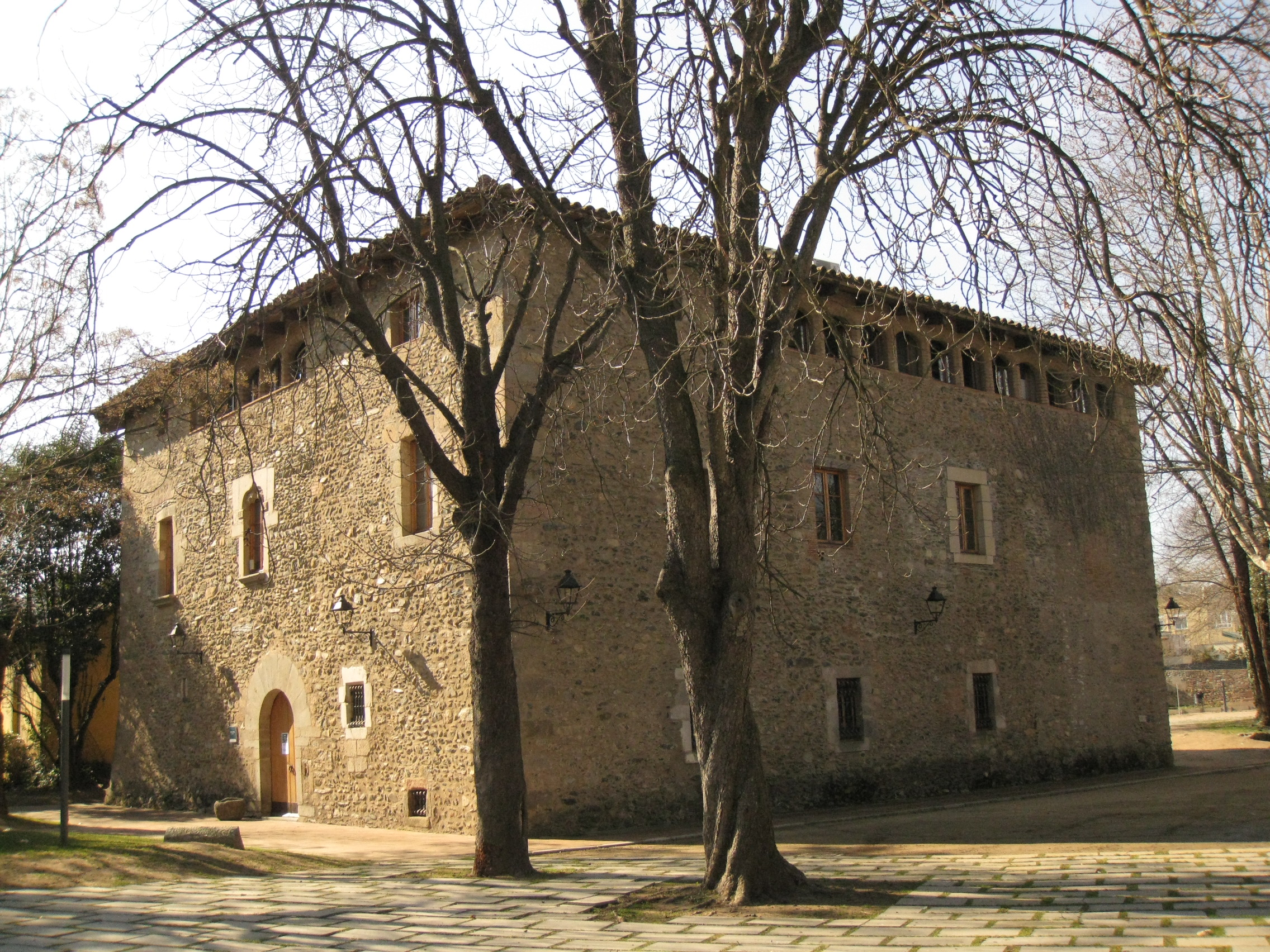
Edifici de la Rectoria Vella

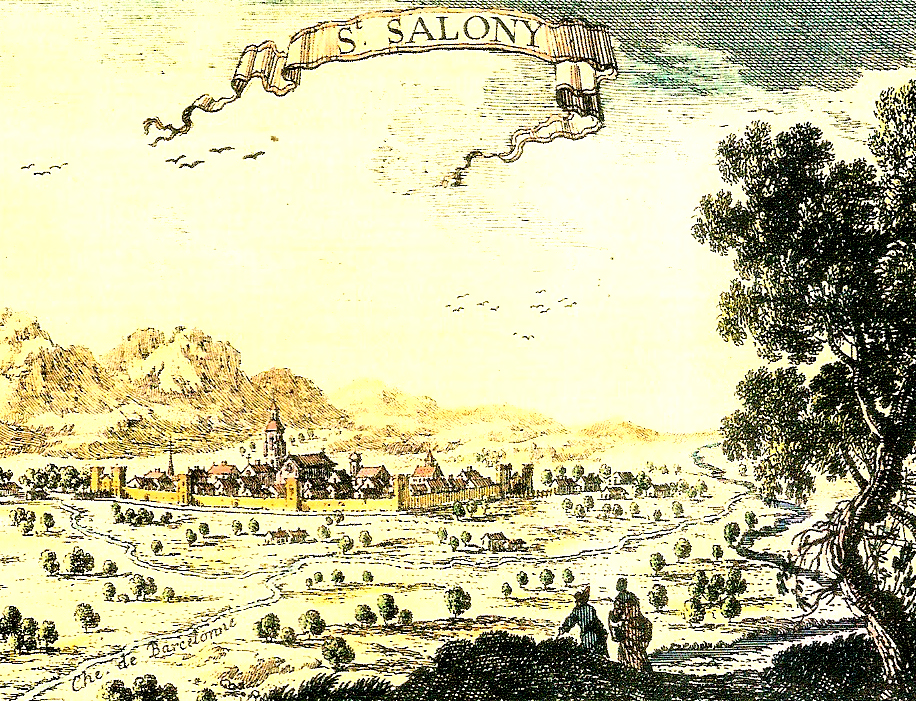
Sant Celoni, gravat del segle XVII

Hi havia un pou públic davant del casal dels hospitalers i també dins la vila un hospital de malalts pobres amb una capella dedicada a Sant Antoni. A fora de la muralla hi havia l'hospital de leprosos de Sant Nicolau de Sant Celoni amb una petita església romànica que encara es conserva, coneguda des del segle xix amb el nom de Sant Ponç. El pont sobre la Tordera, de factura gòtica, va arribar a un estat realment ruïnós que va fer necessària la important reconstrucció que ha arribat només en part als nostres dies, ja que fou enderrocat a la guerra del Francès. Tanmateix, recentment s'ha tornat a restaurar i ha rebut nombrosos premis d'arquitectura internacionals.
La vila era regida pels hospitalers, que exercia el govern a través d'un batlle. Des del 1355 els celonins van autoritzar l'elecció de cònsols que representessin els interessos de l'o vila i el 1370, en temps del comanador Guillem de Sentmenat, es promulgaren unes ordinacions per al seu bon govern, considerades modèliques. El mercat se celebrava els dissabtes i pel maig i el setembre se celebraven fires. Els Cabrera van comparar en el 1405 per 34.000 florins d'or la jurisdicció de Sant Celoni als hospitalers i des d'aleshores la vila va ser centre d'una batllia dins el poderós vescomtat de Cabrera.
Després de la crisi del segle xv, causada per la guerra contra Joan II, hi hagué una nova represa i la vila hagué d'ampliar de nou les muralles, sota la protecció dels marquesos d'Aitona, hereus dels Cabrera.
El 1860 tingué lloc l'arribada del ferrocarril, fet important en el desenvolupament de la vila i que d'altra banda tallà l'expansió urbana cap al sud-est i el 1881 es planejà l'actual Carrer del Dr. Trueta, l'entrada actual de la ciutat pel centre, amb un pas inferior a la via del tren. El 1924 es va planejar l'obertura de nous carrers i els anys seixanta es va obrir la nova carretera fora del nucli urbà, alhora que el creixement demogràfic motivà la creació de nous barris.

## Economia
El sector agrícola, ha patit un retrocés i una pèrdua d'importància al llarg dels anys. L'única activitat agrària actual es redueix als cultiu dels cereals i farratges.
El sector industrial ha capitalitzat part del creixement econòmic de Sant Celoni. La indústria es desenvolupa al voltant del riu Tordera, entre la carretera C-35 i l'autopista AP-7. Des de fa poc, els polígons industrials de Sant Celoni estan deixant pas per a convertir-se en polígons comercials.
La indústria química té una destacada presència a la ciutat. També hi ha un alt nombre d'indústries del sector del metall i de l'electrònica que han experimentat un fort creixement en els darrers anys.
L'alt índex de creixement empresarial de la zona ha incentivat el desenvolupament de nous polígons industrials, que alhora han afavorit l'arribada d'indústries que originàriament no eren al territori.
La construcció té una forta implantació a la zona, que ha experimentat un molt important creixement en els darrers anys.
Sant Celoni continua essent, a més, un important i modern centre de comerç que, complementat amb l'atractiu mercat setmanal del dimecres, atrau molta gent de la rodalia. La principal zona comercial de la ciutat és al centre, entre els barris de La Força i l'Avinguda de la Pau i s'expandeix al llarg del Carrer Major, on hi ha la màxima densitat comercial entre l'edifici de l'Ajuntament i l'Església de Sant Martí. Darrerament s'hi ha construït un centre comercial a la Porta de Ponent (entrada per la C-35 de Sant Celoni centre), amb cinemes, locals de restauració, bars musicals, supermercats, espais comercials...
En el 2001, només un 1,4% de la població estava ocupada en l'agricultura, un 11,1% en la construcció, un 30,5% en la indústria i el que té més pes són els serveis amb un 57%.

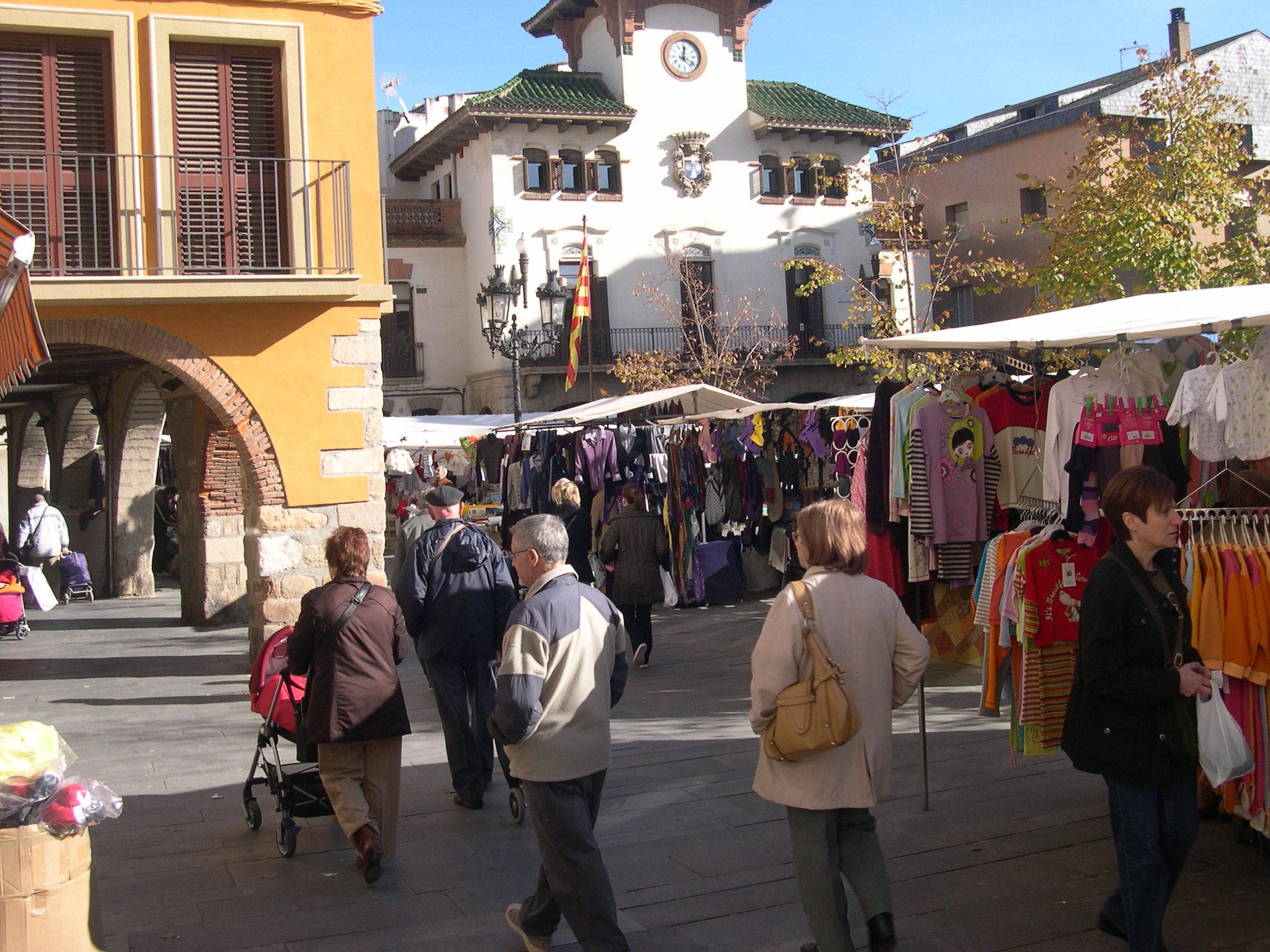
Mercat setmanal

El mercat setmanal se celebra tots els dimecres de l'any, en ple centre de la vila. Documentat ja el 1157, durant els segles xvi i xvii va esdevenir un dels més concorreguts de Catalunya. Avui es manté intacte com a referència per a la gent de la contrada i per la dels pobles del Baix Montseny i fins i tot d'altres comarques. La seva oferta abasta alimentació, equipament de la persona i equipament de la llar, entre d'altres.

## Política
En les eleccions del 24 de maig de 2015, l'hegemonia socialista arriba al seu fi amb la pèrdua de 3 regidors i la victoria per primera vegada de CIU amb 7 regidors. Francesc Deulofeu firma amb Magalí Miracle (ERC) un acord municipal per formar un govern independentista.
| Partit polític | Partit polític                       | Vots  | % Vots | Regidors | Cap de llista |
| -------------- | ------------------------------------ | ----- | ------ | -------- | ------------- |
|                | JxCAT                                | 2.709 | 31,9%  | 6        |               |
|                | Partit dels Socialistes de Catalunya | 2.083 | 24,6%  | 5 (+1)   |               |
|                | CUP                                  | 1.574 | 18,6%  | 3 (-1)   |               |
|                | Esquerra Republicana de Catalunya    | 1.386 | 16,3%  | 3 (+2)   |               |
|                | Podemos                              | 246   | 2,9%   | 0        |               |
|                | Ciudadanos                           | 397   | 4,7%   | 0        |               |

| Partit polític | Partit polític                       | Vots  | % Vots          | Regidors | Cap de llista                   |
| -------------- | ------------------------------------ | ----- | --------------- | -------- | ------------------------------- |
|                | Convergència i Unió                  | 2.616 | 35,2% (+0,41%)  | 7 (=)    | Francesc Deulofeu i Fontanillas |
|                | Partit dels Socialistes de Catalunya | 1.720 | 23,1% (-13,17%) | 4 (-3)   | Joan Castaño i Augé             |
|                | CUP                                  | 1.534 | 20,7% (+7,61%)  | 4 (+2)   | Mariona Pascual i Alfaras       |
|                | Esquerra Republicana de Catalunya    | 732   | 9,8% (+6,69%)   | 1 (+1)   | Magalí Miracle i Rigalós        |
|                | Iniciativa per Catalunya Verds       | 460   | 6,2% (+1,11%)   | 1 (=)    | Carmen Montes Azcutia           |
|                | Partit Popular                       | 253   | 3,4% (-1,26%)   | - (=)    | Luís Macias Martos              |

### Alcaldia
Llista d'alcaldes i alcaldesses des de 1930:
| Legislatura | Nom de l'alcalde                | Partit Polític     |
| ----------- | ------------------------------- | ------------------ |
| 1930 - 1930 | Eduard Domènech i Morlà         |                    |
| 1930 - 1931 | Joaquim Oller i Draper          | Lliga Regionalista |
| 1931 - 1931 | Martí Domènech i Cama           | ACR                |
| 1931 - 1931 | Josep Coll i Casamiquela        | Lliga Regionalista |
| 1931 - 1931 | Jacint Botey i Domènech         | ACR                |
| 1931 - 1933 | Josep Coll i Casamiquela        | Lliga Regionalista |
| 1933 - 1934 | Francesc Missé i Cervera        | ERC                |
| 1934 - 1936 | Josep Maria Riera i Alfaras     | Lliga Regionalista |
| 1936 - 1939 | Francesc Missé i Cervera        | ERC                |
| 1939 - 1949 | Josep Maria Riera i Alfaras     |                    |
| 1949 - 1959 | Joan Planas i Boix              |                    |
| 1959 - 1966 | Josep Maria Coll i Majó         |                    |
| 1966 - 1972 | Joan Sibina i Masvidal          |                    |
| 1972 - 1979 | Ferran Catarineu i Prat         |                    |
| 1979 - 1983 | Teresa Rossell i Taberner       | CiU                |
| 1983 - 1987 | Antoni Pujol i Forn             | CiU                |
| 1987 - 1991 | Joan Castaño i Augé             | PSC                |
| 1991 - 1995 | Joan Castaño i Augé             | PSC                |
| 1995 - 1999 | Joan Castaño i Augé             | PSC                |
| 1999 - 2003 | Joan Castaño i Augé             | PSC                |
| 2003 - 2007 | Joan Castaño i Augé             | PSC                |
| 2007 - 2011 | Francesc Deulofeu i Fontanillas | CiU                |
| 2011 - 2015 | Joan Castaño i Augé             | PSC                |
| 2015 - 2019 | Francesc Deulofeu i Fontanillas | CiU                |
| 2019 - 2023 | Raúl Garcia i Ramirez           | Junts              |
| 2023 - 2027 | Eduard Vallhonesta Alarcón      | PSC                |

## Serveis
Sant Celoni compta amb una comissaria dels Mossos d'Esquadra que abasteixen tot el Baix Montseny, a la zona residencial de Les Torres. També hi ha la biblioteca l'Escorxador, nom en remembrança de l'antic escorxador municipal, entre el Passeig de la Rectoria Vella i el Carrer d'Esteve Cardelús. L'edifici segueix la forma típica de masia basilical, amb el cos central més elevat que els laterals, permetent una bona il·luminació. El portal principal és un arc de totxo, i tot l'edifici descansa sobre un sòcol de les característiques pedres de riera. L'hospital de Sant Celoni. Els bombers, situats a la Porta de Llevant (entrada per la C-35 de Sant Celoni nord).

### Educació
Les escoles i centres educatius de Sant Celoni abasten totes les etapes escolars, tret de la universitat i els Cicles Formatius de Grau Superior. També disposa d'una àmplia oferta de formació permanent, formació pel treball, i formació relacionada amb el lleure i la cultura.
Educació Infantil i Primària

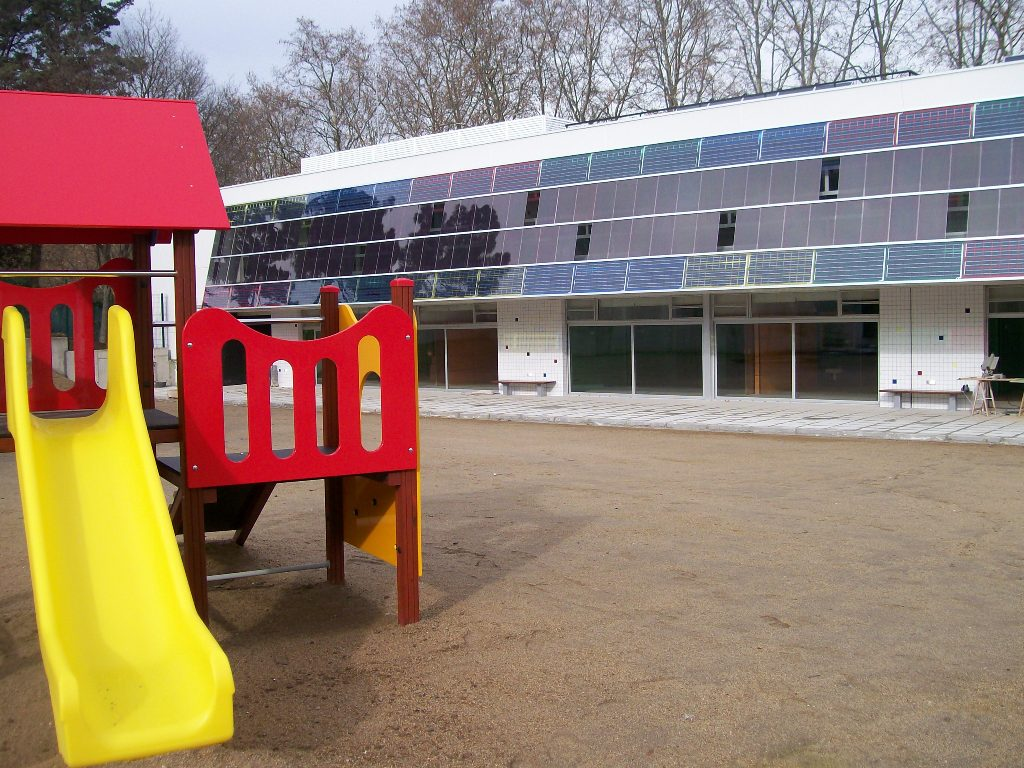
Escola bressol municipal El Blauet.

Per a la mainada de primer cicle d'Educació Infantil (0 a 3 anys), a la vila hi ha tres escoles bressol: l'escola bressol municipal El Blauet, La Caseta del Bosc i l'Escola Pascual. El segon cicle d'Educació Infantil (3 a 6 anys) i la Primària (6 a 12 anys) s'imparteixen a set escoles: quatre públiques (Josep Pallerola, la Tordera, Montnegre i Soler de Vilardell), i tres concertades (La Salle, Cor de Maria i Avet Roig).

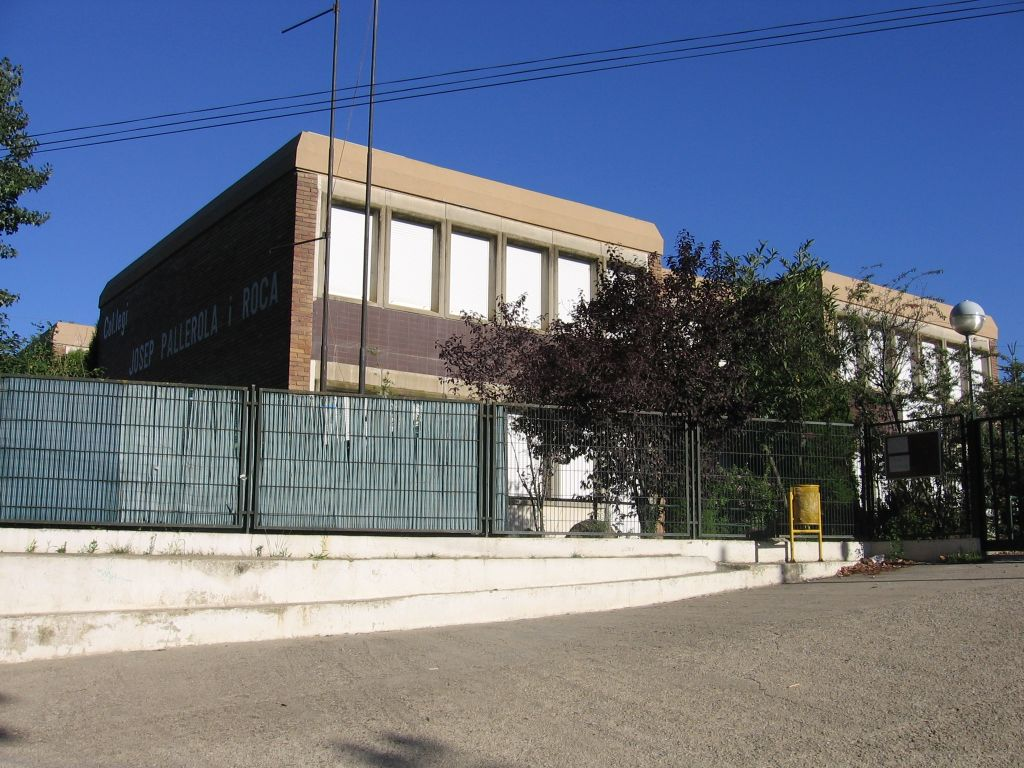
Col·legi Josep Pallerola

Educació Secundària Obligatòria (ESO)
La Secundària s'imparteix als tres centres concertats que ja fan el 2n cicle d'Infantil i Primària (el Col·legi La Salle, el Cor de Maria i Avet Roig), i a l'IES Baix Montseny.
Cal fer esment al fet que el Consell Escolar Municipal, que agrupa a representants de tota la comunitat educativa de Sant Celoni, va aprovar per unanimitat el 6 de juliol de 2009 una declaració per la qual es demana implantar a tot el municipi el model d'escolarització 3-16 als centres públics. Segons aquest model, els centres públics d'Infantil i Primària (Pallerola, Tordera, Montnegre i Soler de Vilardell) inclourien l'ESO en les seves línies educatives, i assegurarien així una continuïtat educativa des dels 3 fins als 16 anys. El projecte, que està en procés de negociació, seria un dels primers a dur-se a terme a nivell de Catalunya.
Cicles Formatius i Batxillerat

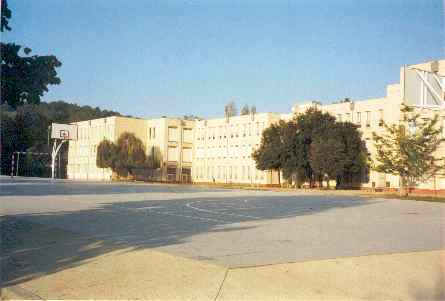
IES Baix Montseny

A l'IES Baix Montseny, a banda de l'ESO, s'imparteixen alguns Cicles Formatius de Grau Mitjà (el curs 2010-11, Tècnic en Gestió Administrativa, Tècnic en Instal·lació i Manteniment electromecànic de maquinària i conducció de línies) i el Batxillerat.
Altres centres:
- Els Programes de Qualificació Professional Inicial - Pla de transició al treball (PQPI-PTT), adreçat a joves de 16 a 21 anys que no han obtingut el títol de Graduat en ESO, proporcionen formació professional bàsica i pràctica en un ofici.
- El Centre de Formació d'Adults Baix Montseny ofereix ensenyaments inicials d'aprenentatge de la llengua i de coneixements instrumentals, cursos per a l'obtenció del Graduat en Educació secundària i de preparació a les proves d'accés a Cicles Formatius de grau mitjà i superior i a la universitat, i altres cursos de tipus tècnic i artístic.
- L'Oficina de Català de Sant Celoni imparteix els cursos de català que organitza el Consorci per a la Normalització Lingüística
- L'Ateneu - Centre Municipal d'Expressió disposa d'una Escola de Música i una Escola de Teatre.
- Altres centres municipals o privats ofereixen cursos més específics, que permeten atendre a una variada demanda de formació.
- Serveis Educatius de Zona dependents del Departament d'Ensenyament de la Generalitat de Catalunya. El formen el Centre de Recursos Pedagògics, l'Equip d'Assessorament Psicopedagògics i l'Equip de Llengua i Cohesió Social.

### Instal·lacions esportives
Sant Celoni disposa d'una oferta força completa d'instal·lacions per a la pràctica de l'esport, en tots els vessants: familiar, infantil, com a activitat de lleure o de competició. De la llista dels equipaments esportius municipals Arxivat 2010-06-20 a Wayback Machine., en podríem destacar els següents:
- el Camp Municipal d'Esports, que consta d'un camp de futbol de gespa artificial, una pista poliesportiva coberta i dues més descobertes.
- el Centre Municipal d'Esports Sot de les Granotes, que consta de dues piscines climatitzades, dues sales d'activitats dirigides i diverses sales de fitness muscular, spínning, etc. Actualment, s'ha construït una segona fase, amb una pista poliesportiva de parquet i un rocòdrom indoor.
- el Pavelló Municipal, que disposa d'un pista poliesportiva de parquet, i un gimnàs.
- la Pista Municipal d'Atletisme, a tocar amb el Camp de futbol de Can Sans.
- el Parc d'Activitats del Pertegàs, amb una pista de skate per a monopatí o patins.

Altres equipaments esportius que podríem esmentar són les pistes municipals de petanca, el camp de futbol de la Batllòria i les pistes de barri, pistes poliesportives descobertes a diversos indrets del municipi.

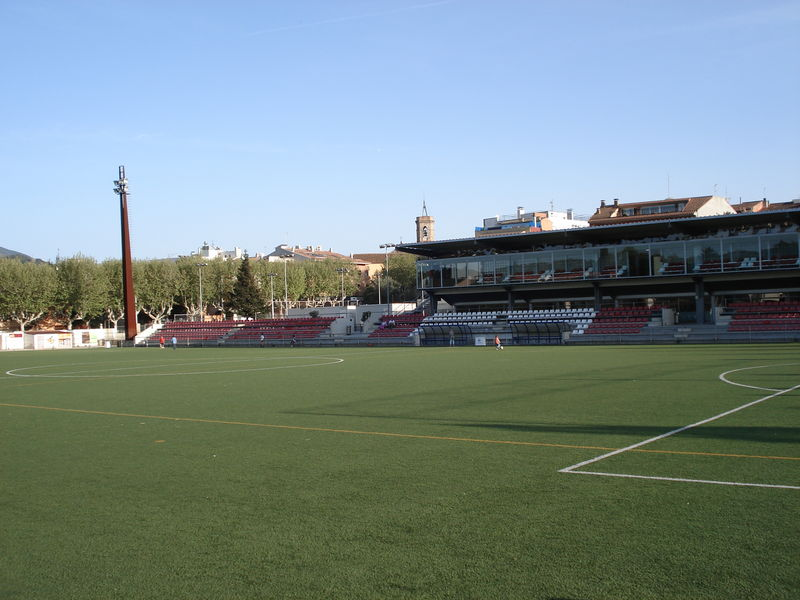
Camp Municipal d'esports
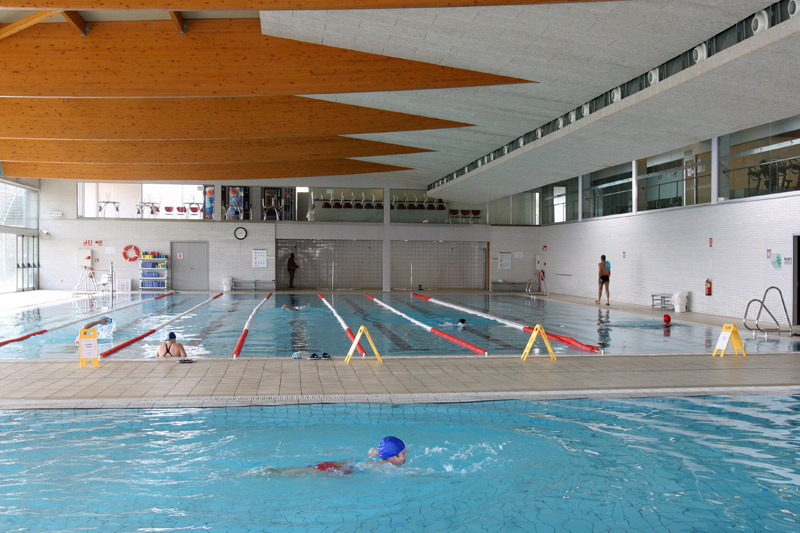
CME Sot de les Granotes
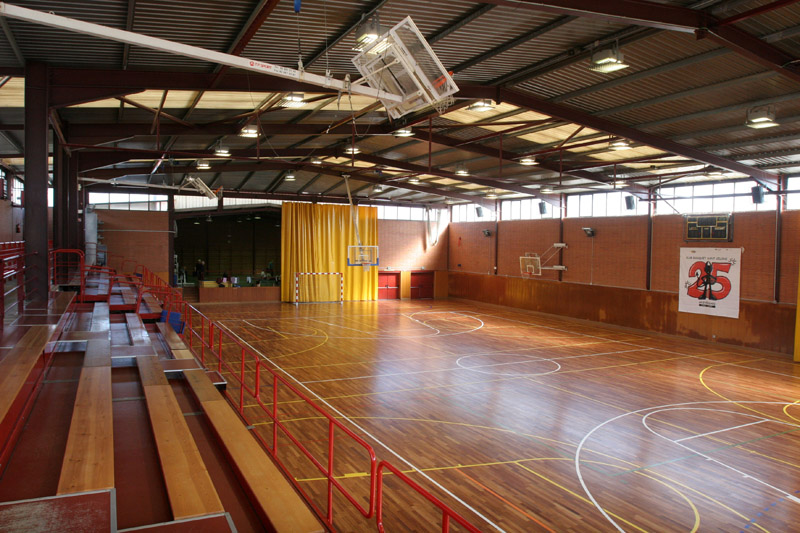
Pavelló Municipal d'Esports
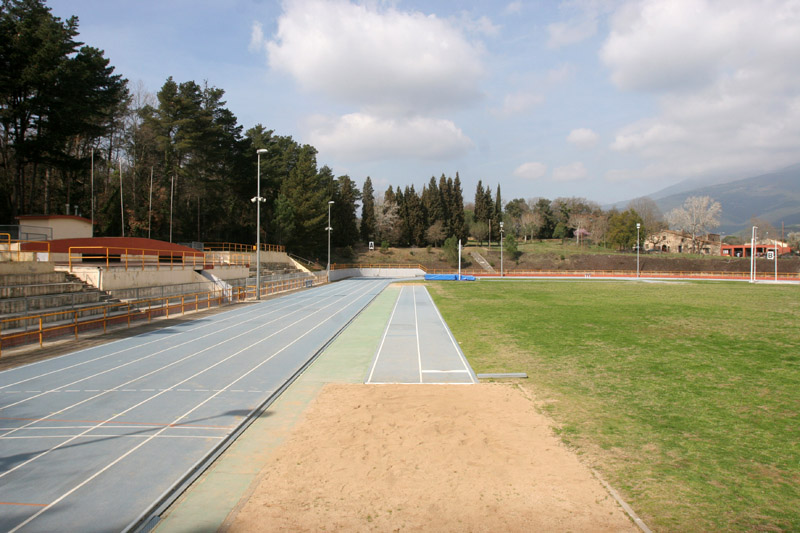
Pista Municipal d'Atletisme
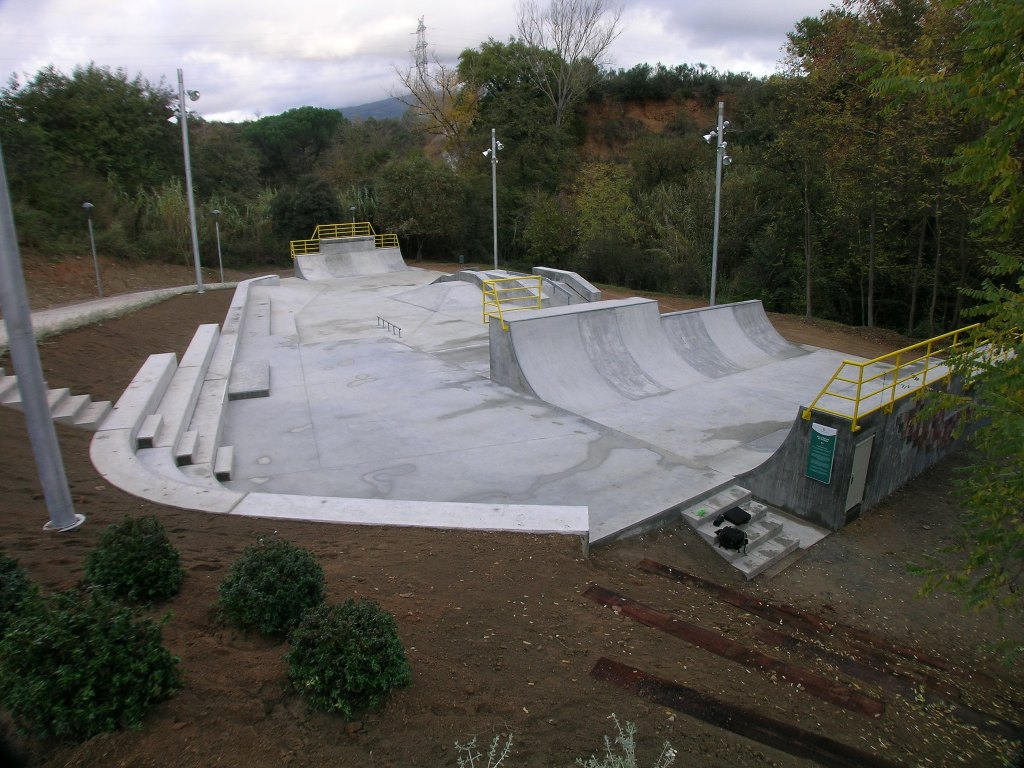
Parc d'activitats del Pertegàs

## Cultura i patrimoni
Diversos edificis mantenen un cert interès cultural i patrimonial dins del municipi, entre ells: Sant Martí de Pertegàs, al Parc de la Rectoria Vella, que és la primitiva parròquia del terme, i ja apareix en documents del segle xi. L'església, d'origen romànic, es va ampliar considerablement en el segle xiv. Les restes actuals corresponen a una part de la nau central, coberta amb volta de canó apuntat. També són d'època romànica la capella de Sant Celoni i la capella de Sant Ponç. De la primera, que és la que va donar nom a la vila, es conserva l'absis semicircular, construït amb carreus tallats de granit, actualment a l'interior d'una casa. La segona, que es troba a l'actual plaça Rafel Ferrer, formava part de l'antic hospital de mesells o leprosos de Sant Nicolau, extramurs. Tot i ser d'estil romànic és un edifici tardà, de finals del segle xii o del xiii. És d'una sola nau, amb absis semicircular i contraforts exteriors. Diverses cases de la vila d'aquesta època presenten elements arquitectònics i decoratius interessants: les voltes o cases porticades de la plaça de la vila, i les belles finestres conopials de Can Bonsoms (segle xvi), Can Lleonard, Can Besa o Can Bosch (segle XVII). També cal destacar les masies de l'àrea del Montnegre: Ca l'Arabia, Can Ginestar i Can Casas, a Montnegre; Can Terrades i Can Bach, a Fuirosos; Can Bruguera i Can Cabra, a la Batllòria, i Can Valls, a Olzinelles.
La Força o muralla de la vila ja apareix documentada l'any 1154. En el darrer quart del segle xiv es fan obres importants a la muralla. Se'n conserven dues torres completes i restes d'una altra, i algunes parts del mur, en alguns casos, aprofitats com a façanes i parets de cases (per exemple, la façana de Can Maitanquis, a la plaça del Bestiar). La Força de Sant Celoni està declarada bé cultural d'interès nacional.
La Rectoria Vella era l'habitatge del rector de Sant Martí de Pertegàs. Es tracta d'un magnífic exemple de casal gòtic civil del segle xv, de planta rectangular estructurada a l'entorn d'un pati central. Les galeries d'arcs conopials de maó del segon pis corresponen al segle xvi. Al primer pis del pati destaca un gran finestral tripartit amb esveltes columnes gòtiques. Actualment és la seu de diversos serveis municipals, i la planta baixa s'utilitza com a sala d'exposicions.
El Pont Trencat, que travessava la Tordera seguint l'antiga Via Augusta, és un magnífic exemple d'arquitectura civil gòtica (segle xiv o XV). Originalment el pont disposava de dos ulls, el major dels quals va ser destruït durant la Guerra del Francès. El 2003 es va restaurar, mitjançant una estructura metàl·lica que evoca la forma original, i que ha estat objecte de diversos premis internacionals.
La plaça de la vila és on romanen els edificis més rellevants de la societat celonina. Allà hi ha l'església de Sant Martí, començada l'any 1634 i inaugurada el 1703, presumeix de tenir un dels murals barrocs esgrafiats a la façana més grans d'Europa (data de 1762). Aquesta extraordinària façana està coronada amb un capcir semicircular. La portalada està treballada amb marbre. A l'absis central, hi ha una imatge de Sant Martí, treballada per l'escultor celoní Lluís Montané. A Olzinelles, l'església de Sant Esteve, construïda entre els segles xvi i xviii, té un bell campanar d'espadanya sobre la façana, i inclou la rectoria, de finals del XVI. A la Batllòria, l'església de la Mare de Déu de l'Esperança (segle xvi, ampliada el 1634) va fer de nucli originari de la vila. A Vilardell, l'església de Sant Llorenç (segle xii) consta d'un senzill pòrtic i un campanar d'espadanya. Conté elements dels segles XII-XIII i XV-XVI. L'Hotel Suís, a la Plaça de la Vila, era la casa pairal a Sant Celoni de la família Valls, d'Olzinelles, construïda el 1886. L'edifici es compon de planta baixa, amb un gran pòrtic encarat a la plaça, i dos pisos resolts en rigorosa simetria classicista. Un frontó triangular, amb inscripcions i l'escut heràldic de la família Valls, corona la façana principal. L'Ajuntament (pl. de la Vila, 1), obra de l'arquitecte Josep Domènech i Mansana, data del 1926. Destaca la seva torre amb un rellotge i un campanar de ferro. El cos central se sosté sobre un sòlid pòrtic d'arcs rebaixats. Destaquen la decoració amb maons i els poderosos ràfecs de les teulades. Del mateix arquitecte, destaquen l'Ateneu, l'Escorxador (avui, Biblioteca municipal), i la central de producció elèctrica La Tèrmica, avui arxiu municipal. Can Ramis, a la plaça de la Vila, fou el casal d'un dels batlles de la vila. Disposa de finestres ben esculpides del segle xvi. Cap a l'any 1950 es van fer unes importants reformes, tot conservant bona part dels elements originals, i afegint-n'hi d'altres, com la bella galeria d'arcs carpanells del segon pis. A la llinda principal destaca l'escut de la casa Ramis. Com a la Rectoria Vella, actualment alberga diversos serveis municipals, i la planta baixa s'utilitza com a sala d'exposicions. Diverses cases al nucli urbà i masies a la zona del Montnegre palesen la puixança d'algunes famílies, vinculada al creixement industrial del segle xix. Destaquen Can Comas (pl. de la Vila, 27), Can Casadevall (Major, 121), Ca l'Oller (Ctra. Vella, 22), Can Guerris (Major, 133) o Can Gurri (pl. dels Estudis, 7). A Montnegre, hi trobem Ca l'Auladell i Can Preses; a Fuirosos, Can Riera de Fuirosos i Ca l'Oller; a Vilardell, Cal Batlle; i a Olzinelles, Ca l'Agustí, Can Draper i Ca l'Alzina Nou.
L'Hospital de Sant Antoni, o de Pobres i Malalts, al carrer Major 51-53, conserva la casa de l'hospital i la capella. El primer té un gran portal d'arc de mig punt adovellat, amb un relleu a la part superior presentant la crucifixió. La capella, de l'any 1752, conserva un retaule barroc. Actualment és la seu de l'Oficina de Turisme de la vila.

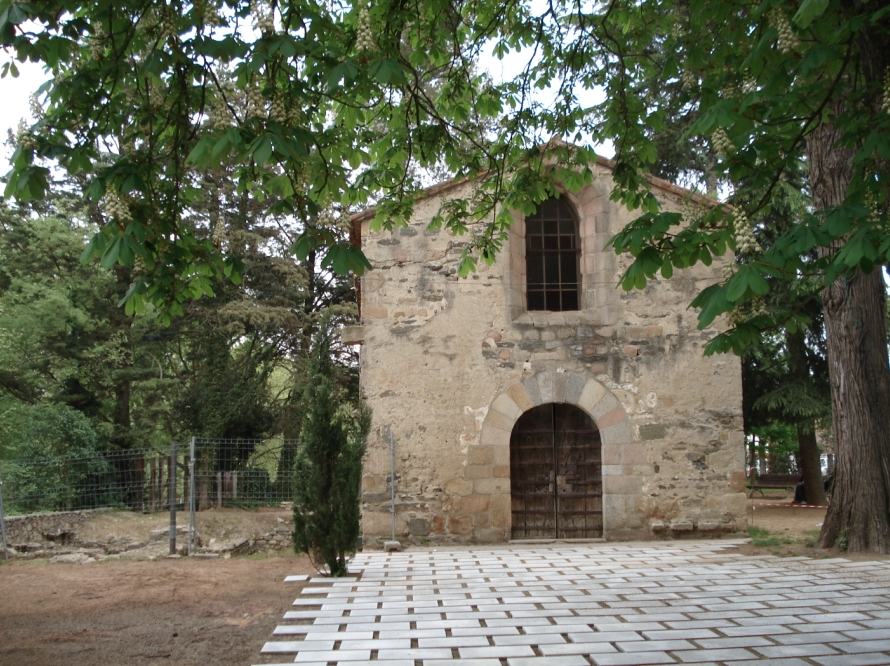
Sant Martí de Pertegàs
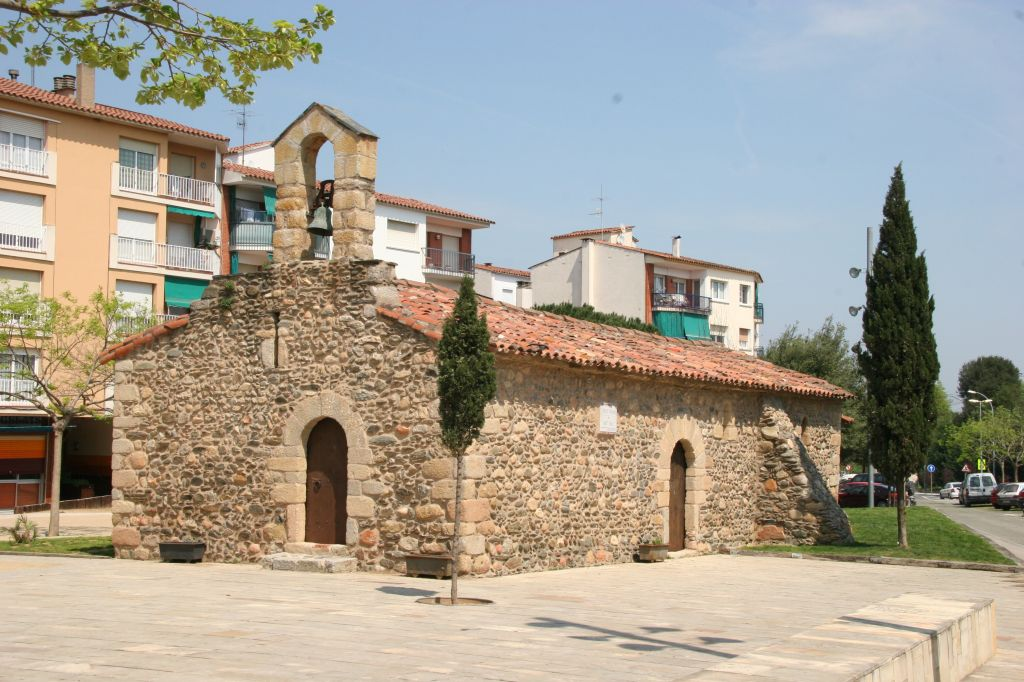
Sant Ponç
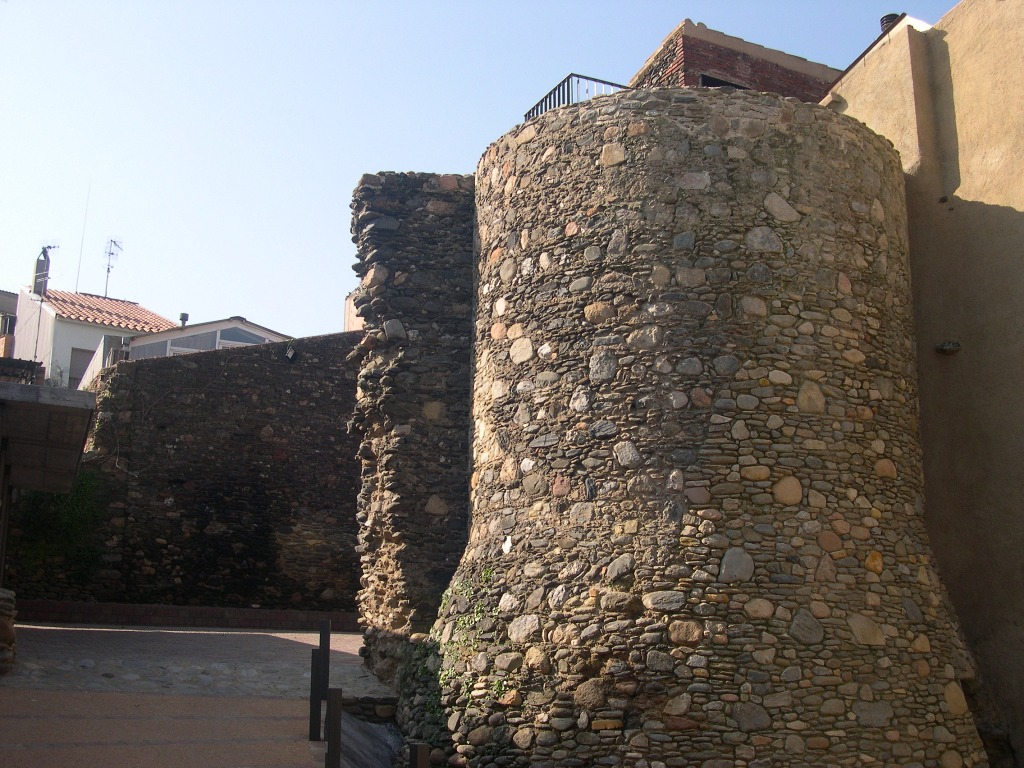
Torre de la Força
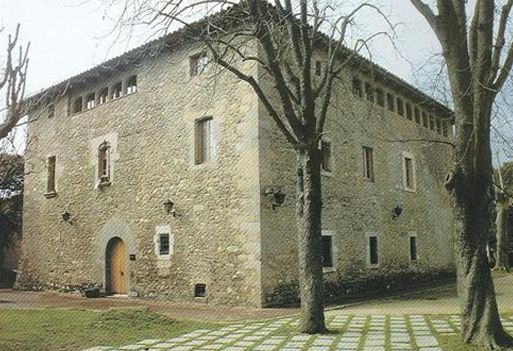
Rectoria Vella
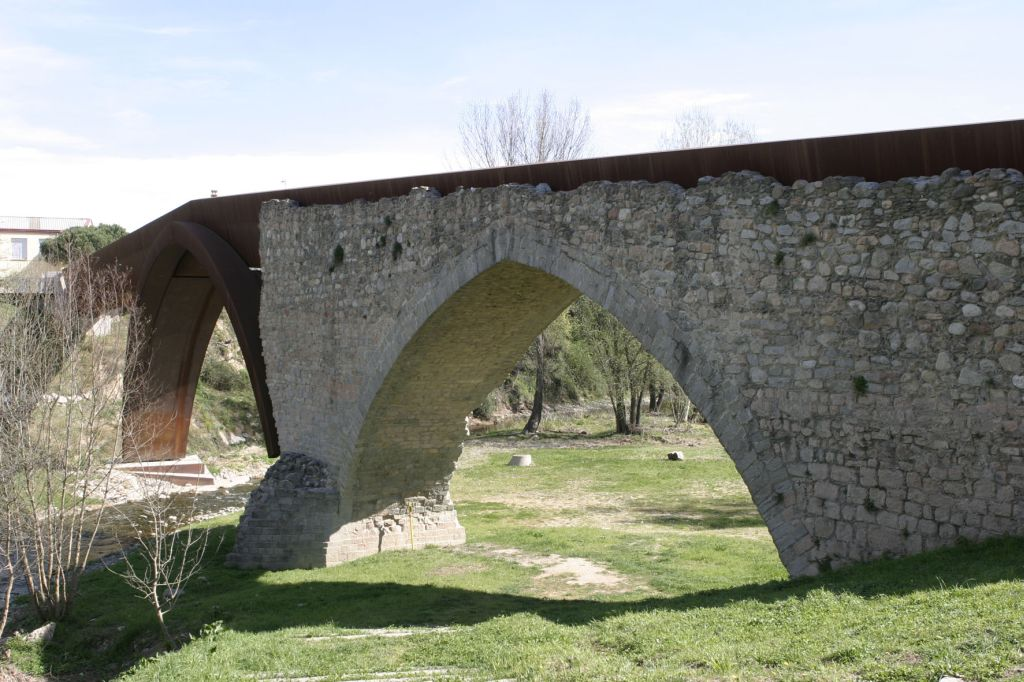
Pont Trencat
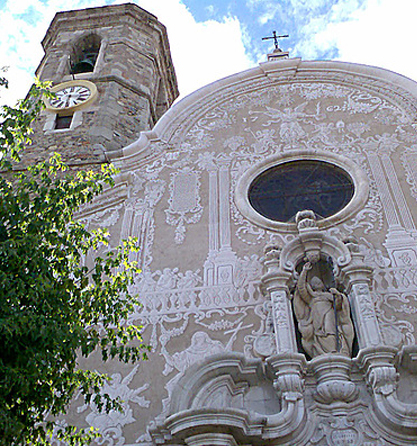
Església de Sant Martí de Sant Celoni
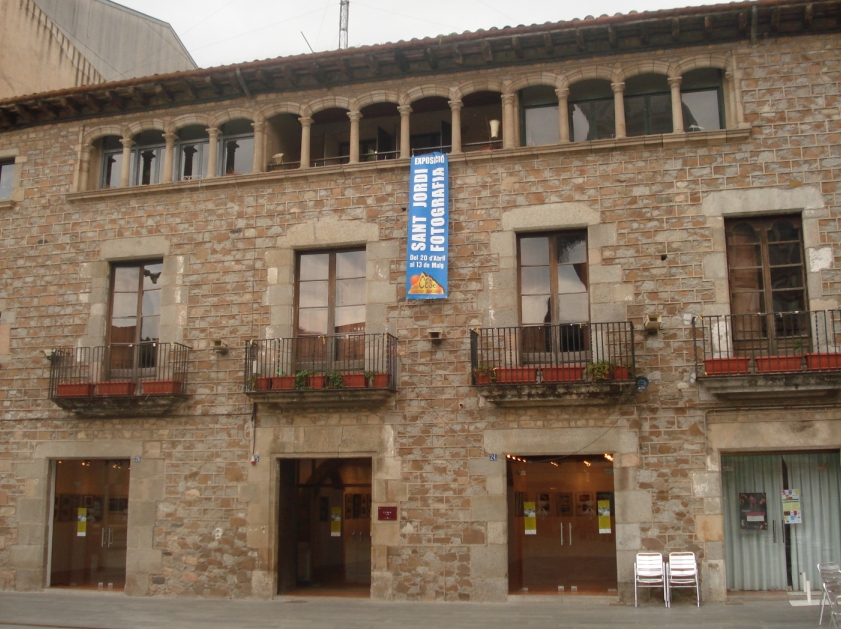
Can Ramis
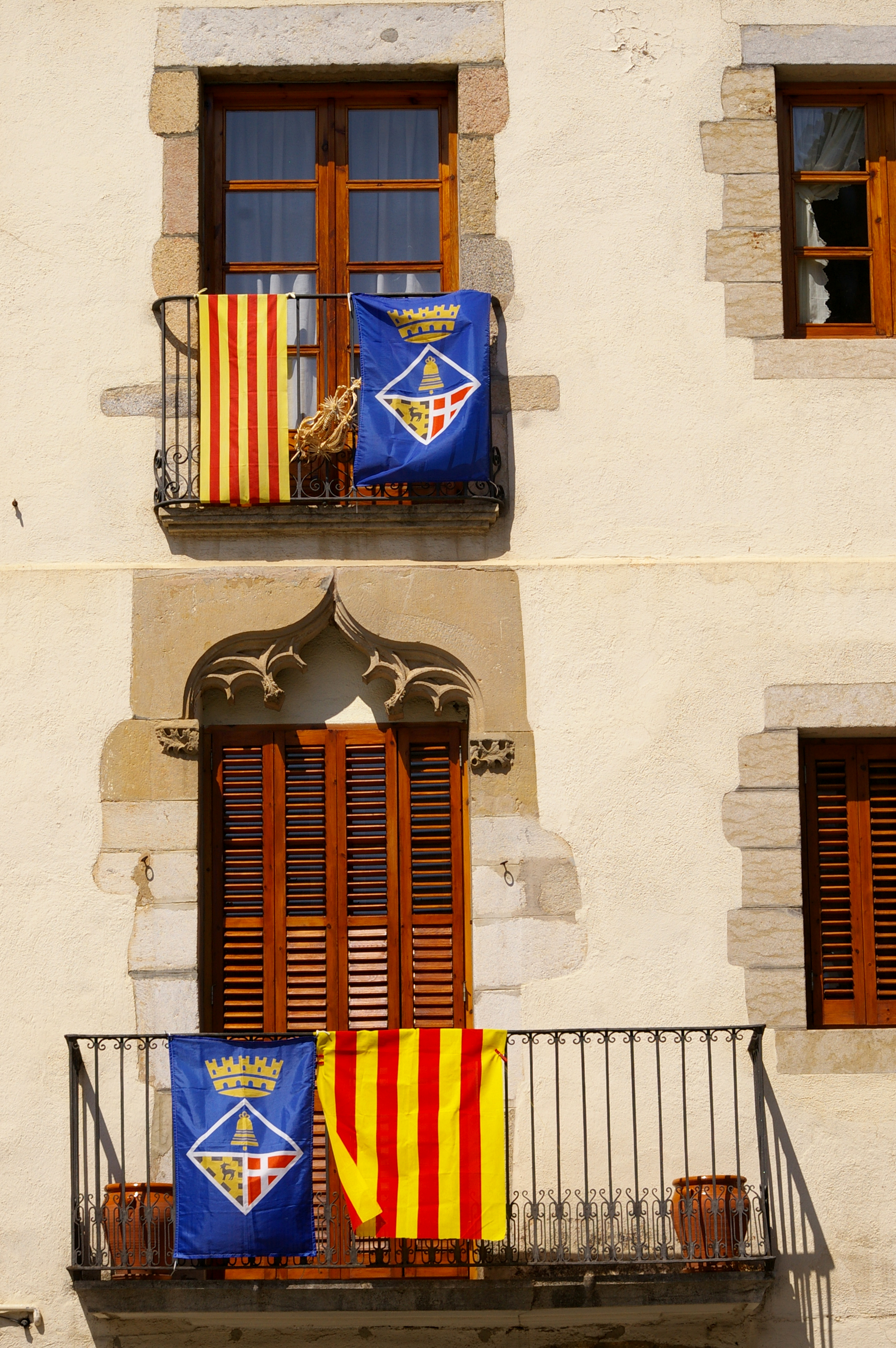
Can Bonsoms
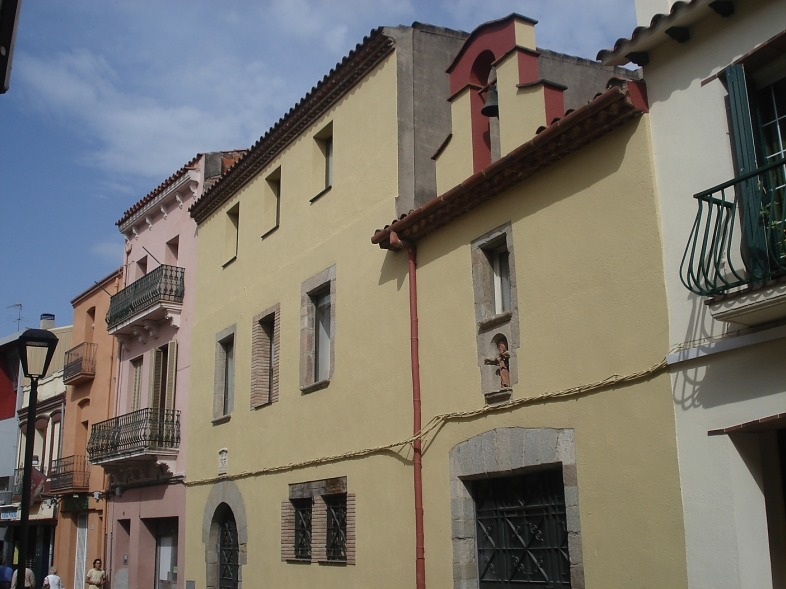
Hospital de Sant Antoni
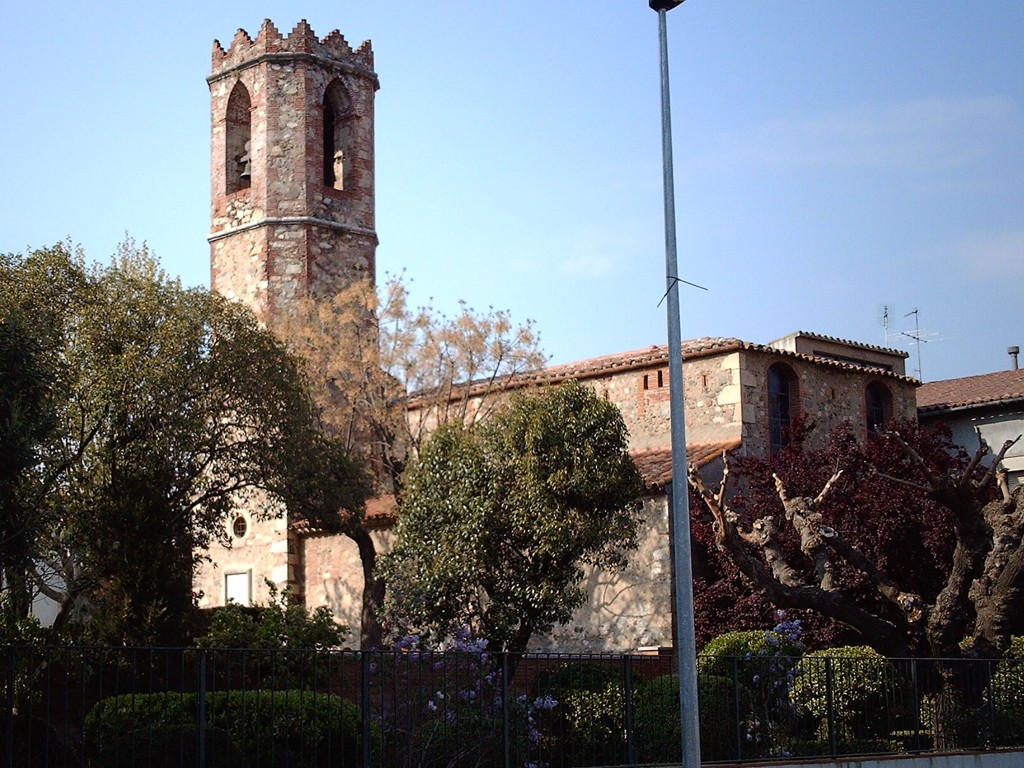
Església Mare de Déu de l'Esperança de la Batllòria
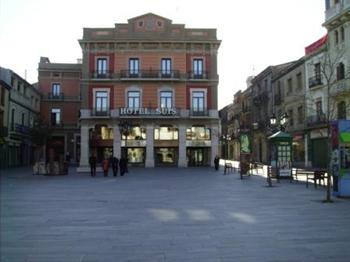
Hotel Suís
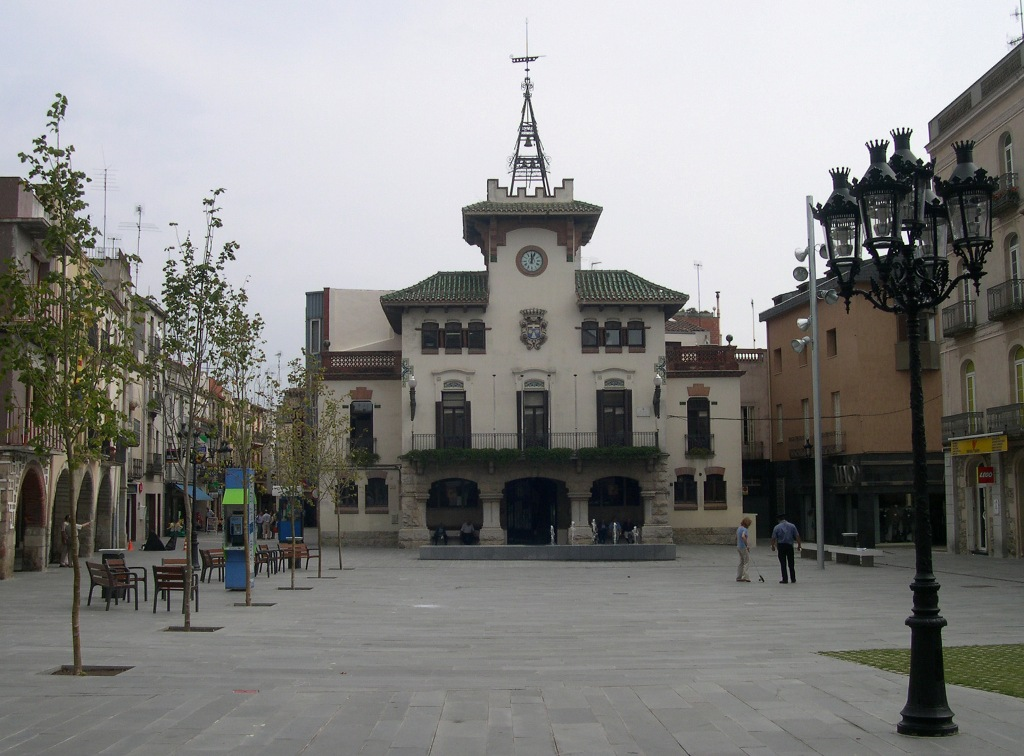
Ajuntament
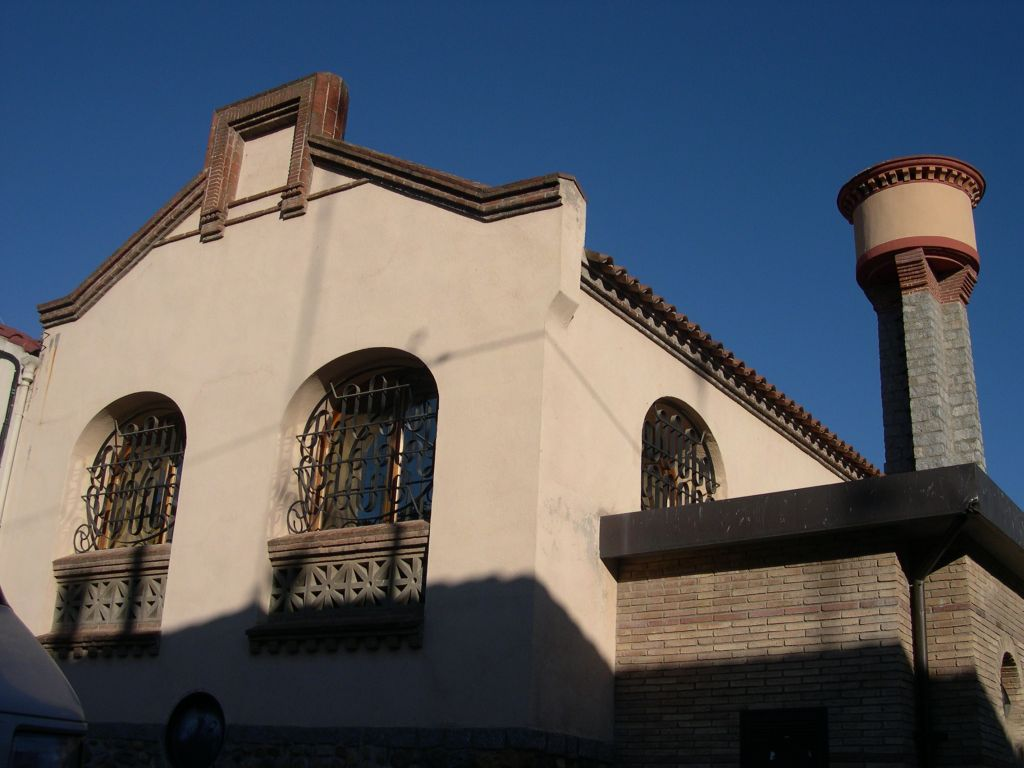
La Tèrmica
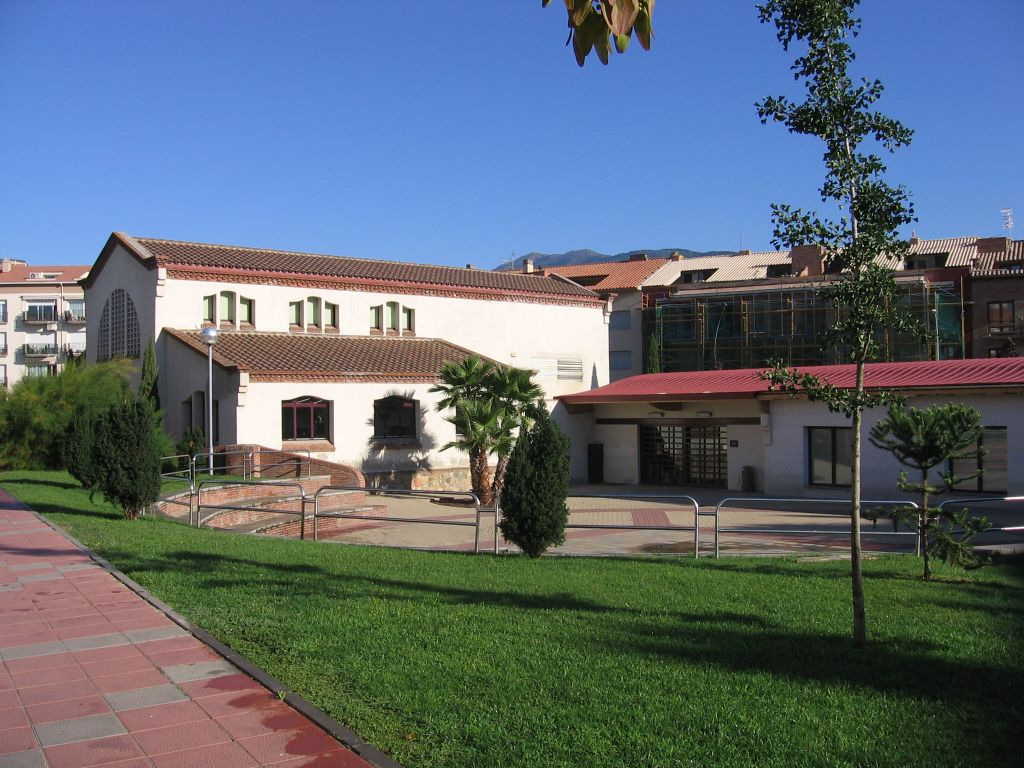
Antic escorxador
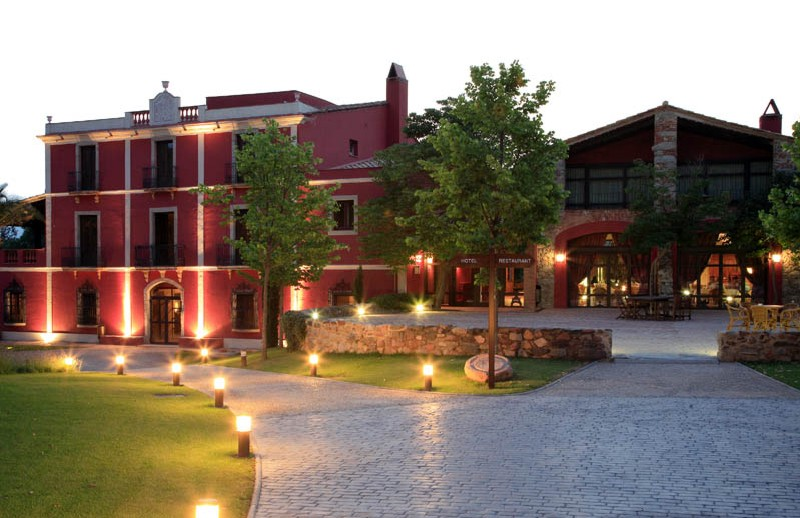
Cal Batlle

### Festes i tradicions

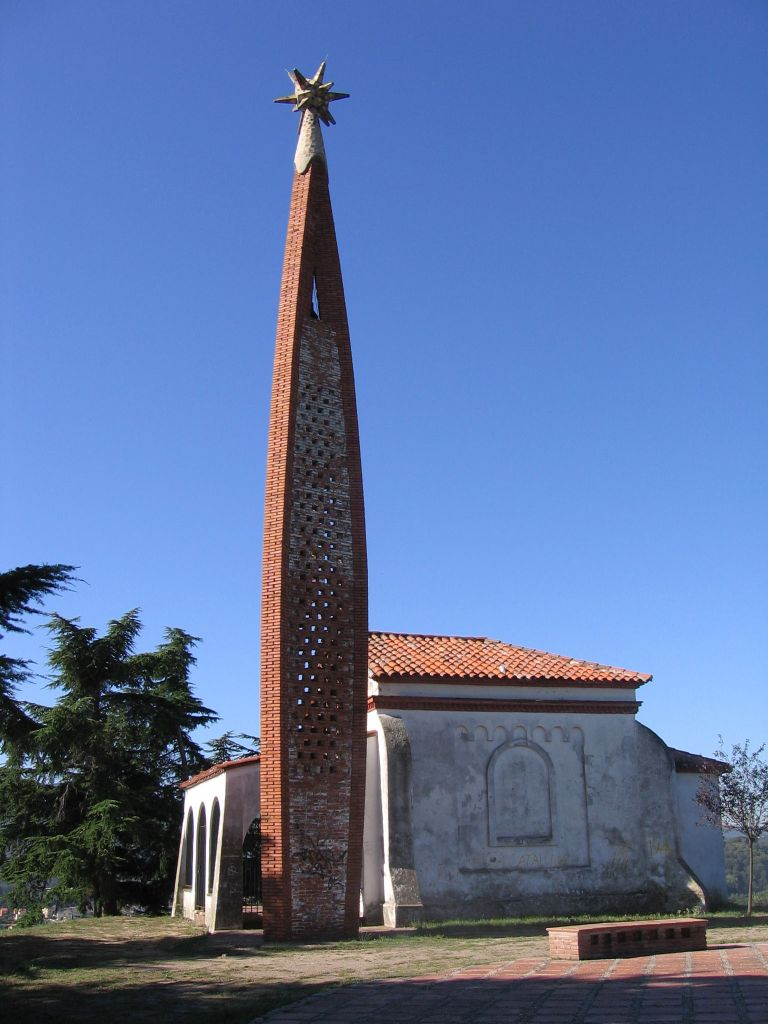
Ermita de la Mare de Déu del Puig

Els Sants patrons de Sant Celoni són la Mare de Déu del Puig, a la qual està consagrada l'ermita del Puig de Bellver, i Sant Martí, bisbe de Tours, al qual està consagrada l'església parroquial. En commemoració d'ambdós sants se celebren les dues Festes Majors: la Festa Major pròpiament dita o Festa Major de setembre se celebra el cap de setmana més proper al 8 de setembre, dia de les verges trobades, i la de Sant Martí o Festa Major de novembre se celebra el cap de setmana més proper a l'11 de novembre.
A la Batllòria, la Festa Major (Festa Major d'estiu) se celebra el quart cap de setmana d'agost. I el 18 de desembre, se celebra la Mare de Déu de l'Esperança, patrona de la Batllòria, a la qual està consagrada la seva església parroquial.

#### Gegants

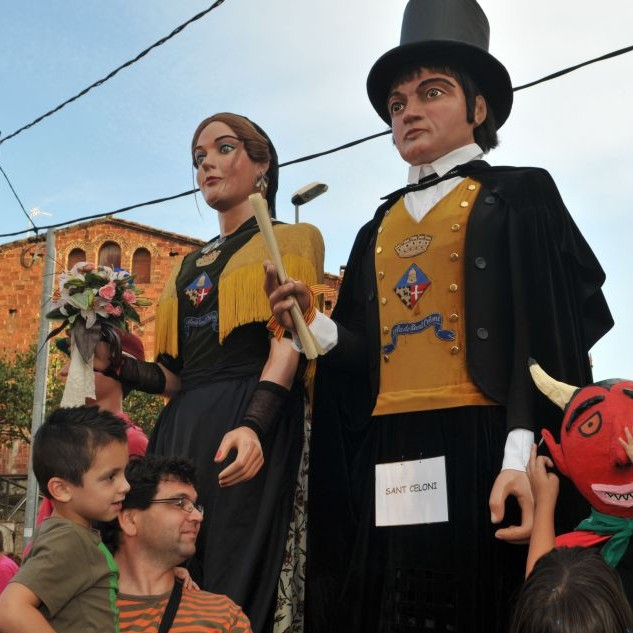
Na Maria del Puig i en Martí

Els Gegants de Sant Celoni tenen el nom dels dos patrons de la vila, Martí i Maria del Puig, i van ser construïts l'any 1963. En Martí va vestit de batlle, amb una roba molt elegant i un barret de copa. Al pit duu l'escut de la ciutat i a la mà un pergamí. La Maria del Puig va vestida de pubilla i duu un ram de flors a la mà. En Martí pesa 45 kg i fa 3,80 metres d'alçada, i la Maria del Puig pesa 40 kg i d'una mida de 3,75 metres.

#### Ball de Gitanes
Una festa típica de la vila (i també d'altres poblacions del Baix Montseny) és el Ball de Gitanes que se celebra cada any per Carnestoltes. El Ball de Gitanes de Sant Celoni està documentat l'any 1767, tot i que les seves arrels es troben en els ritus agraris ancestrals per afavorir la fertilitat de la terra i l'inici del cicle primaveral. El ball de gitanes s'ha anat transformant amb el temps adaptant-se als nous costums. En els seus inicis, la música es realitzava amb els instruments tradicionals: tamborí, flabiol i sac de gemecs, acompanyats pels picarols dels balladors. Els que sabien tocar els instruments s'encarregaven de compondre les músiques, que eren diferents en cada colla. Posteriorment s'hi afegiren les castanyoles. Aleshores el ball típic era l'espolsada, que consistia en un sotragueig ràpid del peu amb la punta encarada a terra i ben arran del sòl. Els balladors més espectaculars eren aplaudits i distingits pel públic.
El ball es recuperà en els anys 50 i els 60 i definitivament el 1981. Des d'aleshores es tornen a ballar les gitanes a Sant Celoni els diumenges de carnaval, acompanyades dels elements tradicionals de la festa: els diablots, el Vell i la Vella i el capità de cavalls.
Els personatges de la Comparsa són el Capità de Cavalls, que cavalca acompanyat pels seus cavallers, vestits elegantment de negre i tocats amb barret de copa. El Vell i la Vella són les autoritats de la Colla de Gitanes. El Vell és la personificació de l'Hivern i, de la Vella naixerà la nova estació:la Primavera. Els representen dues persones disfressades com els avis d'abans. Els diablots, grans i menuts, porten màscara amb banyes, roba vermella i una faixa negra d'on pengen els esquellots que amb el seu soroll invoquen els mals esperits; els diablots s'encarreguen d'esvalotar el públic durant la cercavila i de mantenir l'ordre a la plaça, on també fan befa d'algun esdeveniment que hagi passat durant l'any.
Les colles del ball de Gitanes entren a la plaça amb el galop d'entrada. Comença la Colla del Filferro (colla dels petits) amb el Passeig, on es van formant les lletres S C, inicials de Sant Celoni, que ja es feien en el segle passat, i la Polca. Després la Vella s'engresca i surt a ballar amb el Vell. Li venen, però, els dolors de part i, assistida pels diablots, apareix un animal, cada any diferent: gat, cabra, conill, gallina... que simbolitza el naixement de la primavera. Ara és el torn de la Colla del ferro (colla dels grans), que es reparteixen els balls: Entrada de ball, jota, contradansa, polca, farandola, peça sorpresa i el vals, i s'acaba la festa amb el Galop de Sortida. El públic anima als balladors durant la polca tot cridant Ferro!
La roba dels balladors està inspirada en els vestits tradicionals. Els homes vesteixen pantalons i camisa blanca i americana negra. La faixa i el barret són vermells i aquest, està decorat amb una ploma. Als turmells hi porten camals amb picarols i cintes de colors. Les dones porten un vestit blanc curt i un mantó de Manila a l'esquena. Tant els balladors com les balladores toquen les castanyoles, fent dringar els picarols foragiten els mals esperits.

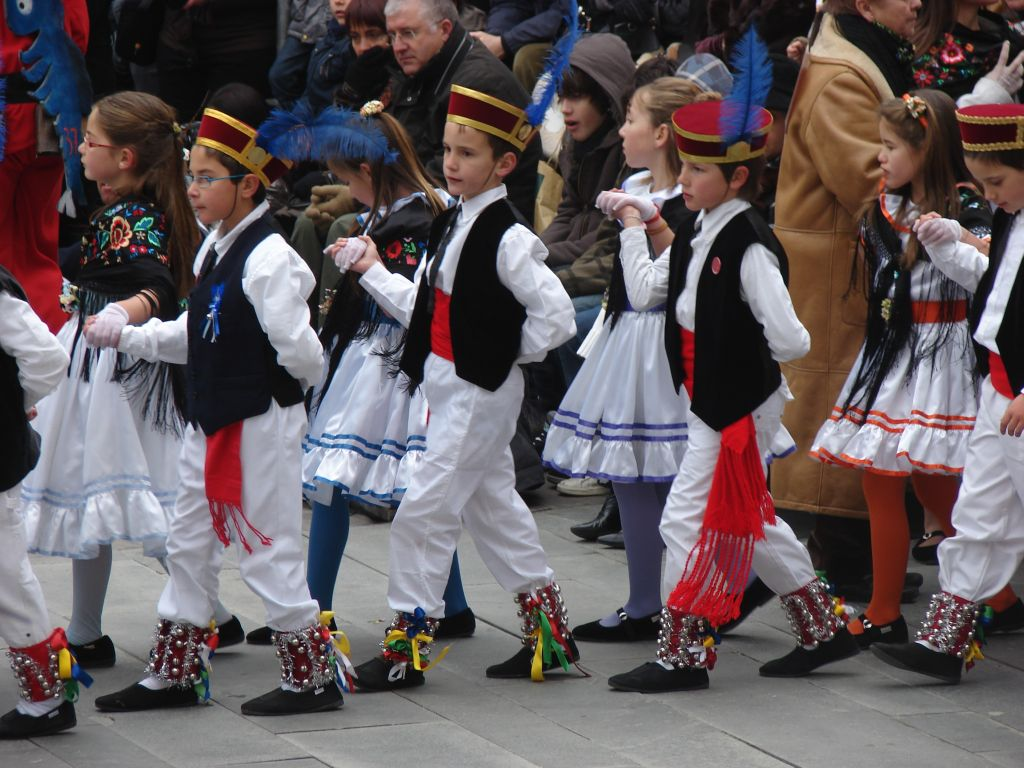
Colla del Filferro
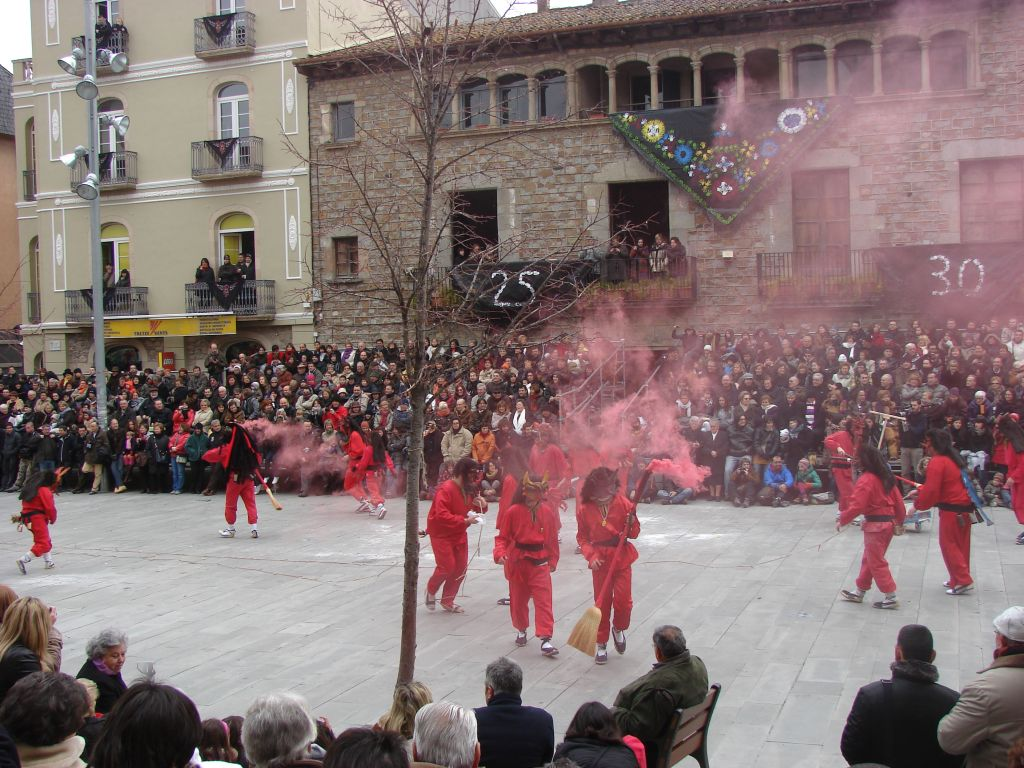
Diablots
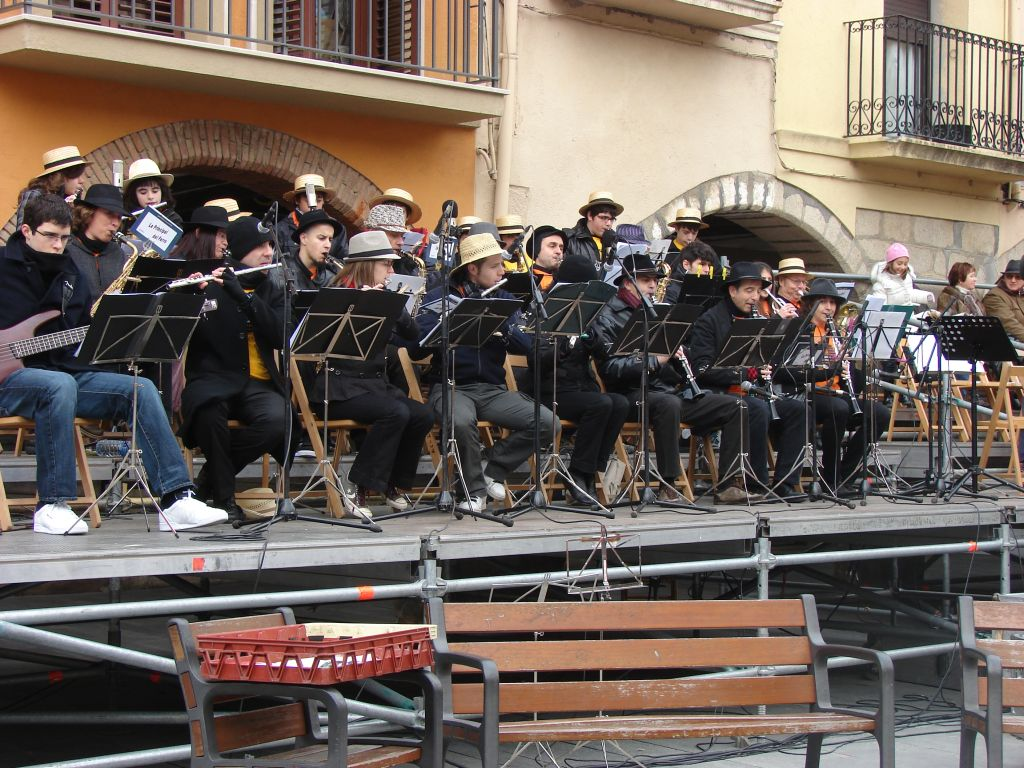
Cobla La Principal del Ferro
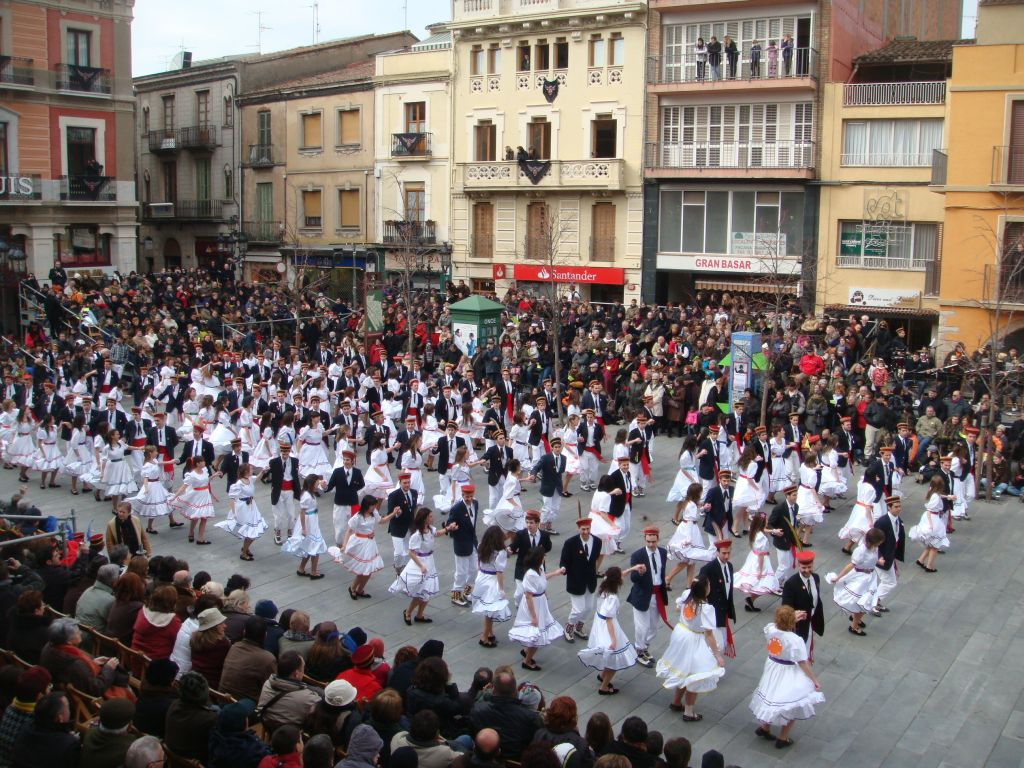
Colla del Ferro

#### Llegenda de Soler de Vilardell i el drac
Sant Celoni té una antiga llegenda, que en el segle xiii era coneguda per tot Catalunya, anomenada "El Drac de Sant Celoni" o "Soler de Vilardell". Aquí ve un resum del que és la llegenda:
| « | Hi havia un temps què un drac és dedicava a atemorir la gent, menjar ramats, segrestar donzelles... de Sant Celoni. Fins que ja fart, el poble va anar al castell de Vilardell terme de Sant Celoni a demanar al cavaller Soler de Vilardell que acabés amb la bèstia. El bon cavaller ho consulta a diferents persones doctes i assenyades. Totes l'animen a dur aquella gesta heroica. Ell ho va meditar molt fins que per la vigília de la festa de Sant Martí arribà un captaire vellet, que li pidola un mos de pa per l'amor a Déu. Bo i compassiu com és, entra a buscar-li un panet que s'acabava de coure i era encara calent i olorós del forn. De retorn no troba ningú, l'únic que hi ha és una espasa refulgent com el sol. En Soler l'agafa, la desembeina i comprova el seu bon tremp, tallant d'un sol cop el tronc d'una alzina ben gruixuda. Ben decidit, se'n va a descansar i de bon matí, al cant del gall, en Soler surt en direcció a l'església de Sant Martí de Pertegàs. Agenollat, demana el perdó dels seus pecats, assisteix devotament a la santa missa i prega a Santa Maria i Sant Martí que l'ajudin en aquella tasca tan arriscada i perillosa que anava a emprendre. Armat ja amb l'escut, que de tant brillar semblava un espill, vol provar novament el tremp i la força de l'espasa. Amb un cop sec, parteix en dos trossos una gran roca que hi havia a la vora del camí. La gran multitud que l'envolta i ha anat a acompanyar-lo, l'encoratja amb aquest crit unànime que surt de totes les boques: Espasa de virtut, braç de cavaller, has migpartit la roca, i el drac també! El cavaller va anar a cercar el drac i aviat ja va sentir els bramuls esfereïdors de la fera. Quan es troben cara a cara, el drac obre la seva enorme boca per devorar-lo, però la lluent armadura del cavaller enlluerna i deixa mig encegat el drac; i en aquell moment li enfonsa l'espasa. El drac cau ferit de mort i llança uns udols esgarrifosos en la seva agonia, que es van sentir per tot Sant Celoni. En Soler retorna victoriós a la vila, on és rebut joiosament per tot el poble, enmig d'un repicar festiu de les campanes de la parròquia. Però greu dissort! En alçar l'espasa per celebrar la victòria, el cavaller va pronunciar el conjur malament: "Espasa de cavaller, braç de virtut has migpartit la roca, i el drac també." De la sang que hi havia a l'espasa, li regalimà una gota al braç i enverinat per la sang del drac; morí. El pobre cavaller, va ser enterrat a l'ermita de Sant Martí de Pertegàs. Després, tot el poble entristit, li van fer uns funerals tan solemnes com ell es mereixia, i fou enterrat en un sepulcre de pedra picada. | » |

### Fills i filles il·lustres
Categoria principal: Celonins
- Bernat Martorell (1390 - 1452): Pintor.
- Lluís Montané i Mollfulleda (1905 - 1997): Escultor.
- Rafael Ferrer i Fitó (1911-1988): Compositor, violinista i director d'orquestra.
- Santi Santamaria (1957 - 2011): Cuiner.
- Josep Planchart i Martori (1918 - 2015): Polític.
- Llorenç Rifé i Climent (1938 -): Futbolista.
- Martí Boada i Juncà (1949 -): Científic ambiental i geògraf.

### Entitats i associacions
Sant Celoni compta amb una rica i variada gamma d'entitats i associacions de tota mena, que agrupen a persones de la vila i faciliten que puguin compartir aficions, interessos i objectius. L'Ajuntament de Sant Celoni, en la I Mostra d'Entitats celebrada el 27 de juny de 2009, va editar una publicació que recollia les dades de 114 entitats, agrupades per categories. Trobareu una llista actualitzada de les entitats registrades a aquest enllaç. A més, hi ha un portal d'entitats de Sant Celoni, amb les corresponents eines de selecció i cerca, on cadascuna explica les seves activitats, les notícies i novetats, etc.
A Sant Celoni també hi ha un gran nombre d'entitats i clubs que organitzen i promouen activitats relacionades amb una àmplia varietat de disciplines i modalitats esportives. Així, hi han entitats dedicades al futbol (Club Esportiu Sant Celoni), el bàsquet, el voleibol, el motociclisme, l'excursionisme, el ciclisme, el tir amb arc, el tennis, l'atletisme, el triatló (Club Triatló Baix Montseny), el tennis taula, l'hoquei, el patinatge artístic, la natació, l'handbol, el futbol sala, la petanca, la caça, la pesca, el karate o el billar. A això cal afegir els clubs que es dediquen a activitats esportives o de competició menys convencionals, com ara els minibòlids, el modelisme o la cria d'ocells, i també les penyes d'equips de futbol professional.

### Gastronomia

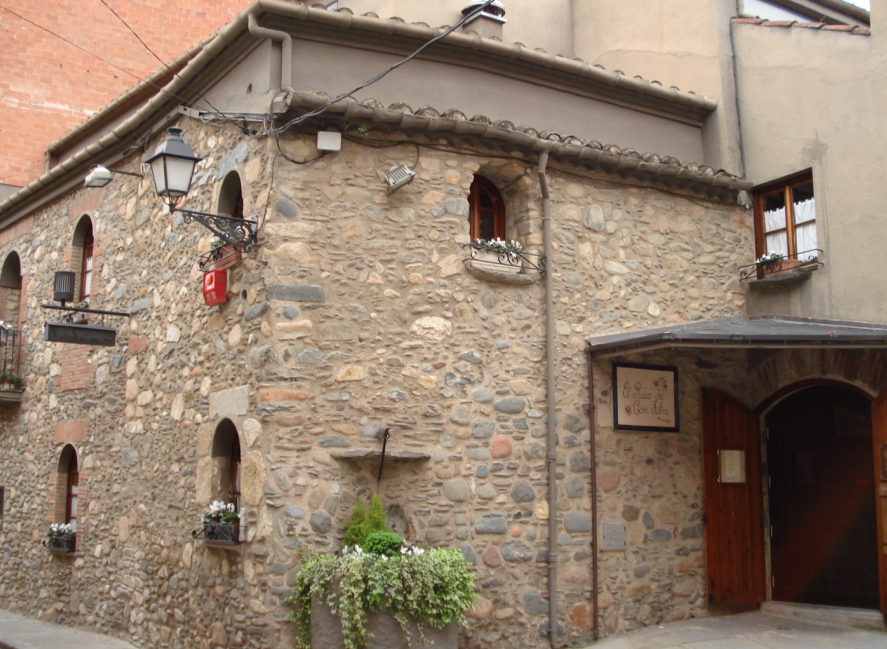
Entrada del "Racó de Can Fabes"

A Sant Celoni hi havia el restaurant El Racó de Can Fabes, de Santi Santamaria, que fou guardonat per la Guia d'Espanya i Portugal amb la màxima puntuació, 3 estrelles Michelin. Els seus selectes menús s'adapten a cada estació de l'any.
L'evolució de Can Fabes des dels inicis va ser espectacular. Els espais de cuina i els nous menjadors, així com l'oferta complementària d'hotel, el bar, l'Espai Coch, el Showroom..., van convertir la cuina de Can Fabes en una de les més particulars i reconegudes del món, i alhora una de les més completes.
El restaurant va tancar l'agost del 2013, 2 anys després de la mort del seu xef, Santi Santamaria.
La pastisseria Permanyer va desenvolupar l'any 2002 els Celonins. Aquests dolços fets amb una base de pasta de galeta, diferents xocolates i ametlla han tingut una molt bona acceptació per part dels visitants. Representen les dues muntanyes que envolten Sant Celoni, el Montseny (xocolata blanca) i el Montnegre (xocolata negra).
Els seus ingredients són mantega, sucre, farina, ous, xocolata i ametlla.

### Mitjans de comunicació
A Sant Celoni s'editen i/o distribueixen diversos mitjans de comunicació d'àmbit local i comarcal:
Premsa:
- L'Informatiu - Butlletí municipal
- La Vila - Revista mensual del Baix Montseny. Va néixer a Sant Celoni l'any 1992.[10]
- L'Actualitat del Baix Montseny
- El 9 Nou - Vallès Oriental
- Revista del Vallès
- La veu del Montseny
- Revista Baix Montseny i la Selva marítima
- La Portada del Vallès

Ràdio
- Punt 7 Ràdio Sant Celoni
- Ràdio 7 Vallès
- Ràdio Vitamènia - Ràdio Municipal de Palautordera

TV-TDT
- Canal Català Vallès Oriental
- Vallès TV

Web TV
- Montseny TV

### Heràldica i vexil·lologia

Escut de Sant Celoni

L'escut de Sant Celoni va ser aprovat el 18 d'octubre del 1983 i publicat en el DOGC l'11 de novembre del mateix any. Es descriu com un escut caironat truncat i semipartit: 1r d'atzur, una campana d'or batallada de sable; 2n d'or, una cabra arrestada de sable i bordura de 8 peces també de sable; i al 3r de gules, una creu plena d'argent. Per timbre, una corona mural de vila.
La campana és el senyal tradicional de les armes de la vila. Sant Celoni va ser centre d'una comanda hospitalera de 1151 a 1405, en què fou comprada per Bernat IV de Cabrera. L'escut conté les armes parlants del vescomtat de Cabrera i la creu dels cavallers de Sant Joan de l'Hospital.
La bandera de Sant Celoni es va publicar en el DOGC el 5 de juny del 1991. Es defineix com una bandera apaïsada de proporcions dos d'alt per tres de llarg, blava, carregada al centre d'una creu, el pal vertical de color vermell, i l'horitzontal groc, tots dos d'una amplada d'un terç de l'alt del drap, al seu torn carregada d'una altra creu, el pal vertical blanc i horitzontal negre, tots dos d'una amplada d'1/9 de l'alt del drap.